# Musikjahr 1581
Liste der Musikjahre

◄◄ | ◄ | 1577 | 1578 | 1579 | 1580 | Musikjahr 1581 | 1582 | 1583 | 1584 | 1585 | ► | ►►

Weitere Ereignisse
Dieser Artikel behandelt das Musikjahr 1581.

## Ereignisse

### Heiliges Römisches Reich

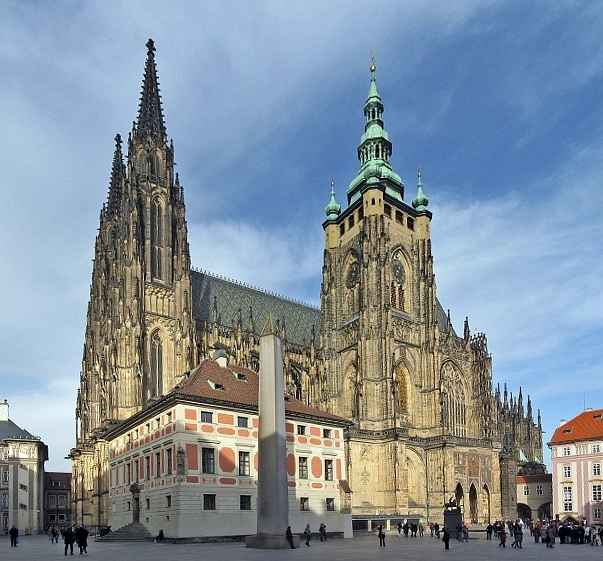
Der Veitsdom auf der Prager Burg

#### Hofkapelle von Rudolf II.
- Carl Luython, der seit 1566 Chorknabe in der Hofkapelle von Kaiser Maximilian II. war und nach Eintreten des Stimmbruchs offenbar bis 1575 zu einem Studienaufenthalt in Italien weilte, wirkt nach seiner Rückkehr nach Wien wieder in der Hofkapelle und wird ab dem 18. Mai 1576 als „Cammer musicus“ mit einem Monatsgehalt von zehn Gulden in den dortigen Akten geführt. Auch im Orgelbau ist der Komponist engagiert: Zusammen mit dem Orgelbauer Albrecht Rudner wirkt er von 1581 bis 1590 an der Erneuerung der Orgel des Doms St. Veit in Prag mit. Die betreffenden Akten enthalten zahlreiche Einwendungen Luythons zu diesem Vorhaben, womit er recht detailliert seine Vorstellungen vom Orgelbau wiedergibt.
- Jakob Regnart, der seit 1568 für eine etwa zweijährige Studienreise in Italien weilte, ist seit 1. November 1570 Präzeptor (Musiklehrer) der Kapellknaben der Hofkapelle. 1581 veröffentlicht er in Nürnberg sein Il secundo libro delle canzone italiane zu fünf Stimmen.
- Philippe de Monte ist seit 1568 als Nachfolger von Jacobus Vaet Kapellmeister der Hofkapelle Maximilians II. in Wien. Nach dem Tod von Maximilian II. am 12. Oktober 1576 hatte ihm sein Nachfolger Rudolf II. die Position eines Kanonikus an der Kathedrale von Cambrai zuerkannt. 1581 veröffentlicht de Monte die geistlichen Madrigale Il primo libro de madrigali spirituali zu fünf Stimmen sowie die weltlichen Madrigale Il decimo libro delli Madrigali zu fünf Stimmen und Il quarto libro de madrigali zu vier Stimmen.

#### Bayerischer Reichskreis

##### Herzogtum Bayern
- Gregor Aichinger, der 1577 im Knabenalter nach München gegangen war und Schüler von Orlando di Lasso wurde, studiert seit 1578 an der Universität Ingolstadt. Dort tritt er in Kontakt mit seinem Studienkollegen Jakob Fugger, dem späteren Fürstbischof von Konstanz. Aichinger erhält durch diese Begegnung, Kontakte zu weiteren Mitgliedern der Familie Fugger, denen er später zahlreiche seiner Werke widmen wird.
- Franciscus Florius hat seit Herbst 1556 in München an der Hofkapelle von Herzog Albrecht V. eine Anstellung als Hofbassist. Neben seiner Tätigkeit als Sänger ist Florius, zusammen mit dem Hofkopisten Johannes Pollet, auch als Notenkopist eingesetzt. Nach dem Ausscheiden Pollets 1571 ist er zum Hauptkopisten aufgestiegen; diese Stellung hat er bis zu seinem Tod 1588 inne.
- Johannes de Fossa ist seit dem letzten Vierteljahr 1559 Vizekapellmeister der Münchner Hofkapelle. In den vorhandenen Dokumenten wird Fossa allerdings weiterhin nur als Tenorist bezeichnet. Seit 1571 hat er die Aufsicht über die Chorknaben der Kapelle und hat ihnen in seinem Haus Kost und Unterkunft zu geben.
- Antonius Gosswin, der seit 1580 Mitglied der Kapelle von Prinz Ernst, Bischof von Freising, einem Sohn von Herzog Albrecht, ist, lebt seit Anfang 1580 mit seiner Frau in Freising. Sein Dienstherr, der gegen Jahresende 1580 zum Bischof von Lüttich ernannt wird, tritt sein Amt feierlich am 30. Januar 1581 an. Ob Antonius Gosswin ihm nach Lüttich gefolgt ist, ist nicht überliefert. 1581 veröffentlicht Gosswin in Nürnberg seine Cantiones zu vier Stimmen (verloren) und seine Newe teutsche Lieder […] welche gantz lieblich zu singen, auch auff allerley Instrumenten zu gebrauchen zu drei Stimmen.
- Orlando di Lasso ist seit 1563 Kapellmeister der Münchner Hofkapelle. Zu Orlandos Aufgaben gehören u. a. Reisen durch Europa zur Anwerbung neuer Musiker, die Unterrichtung der Chorknaben, die teilweise sogar in seiner Familie leben, Proben mit den Musikern und die Komposition zahlreicher neuer Werke. Schon lange vor dem Tod Albrechts V. 1579 hat di Lasso ein hervorragendes Verhältnis zu Albrechts Nachfolger Wilhelm V. entwickelt; dieser sorgte auch ab 1573 für die Herausgabe einer eindrucksvollen Reihe großformatiger Chorbücher mit Orlandos Messen, Offizien, Lesungen und Magnificats in den erwähnten Patrocinium musices. 1581 begleitet der Komponist seinen neuen Dienstherrn Wilhelm V. auf einer Wallfahrt nach Altötting.

#### Burgundischer Reichskreis

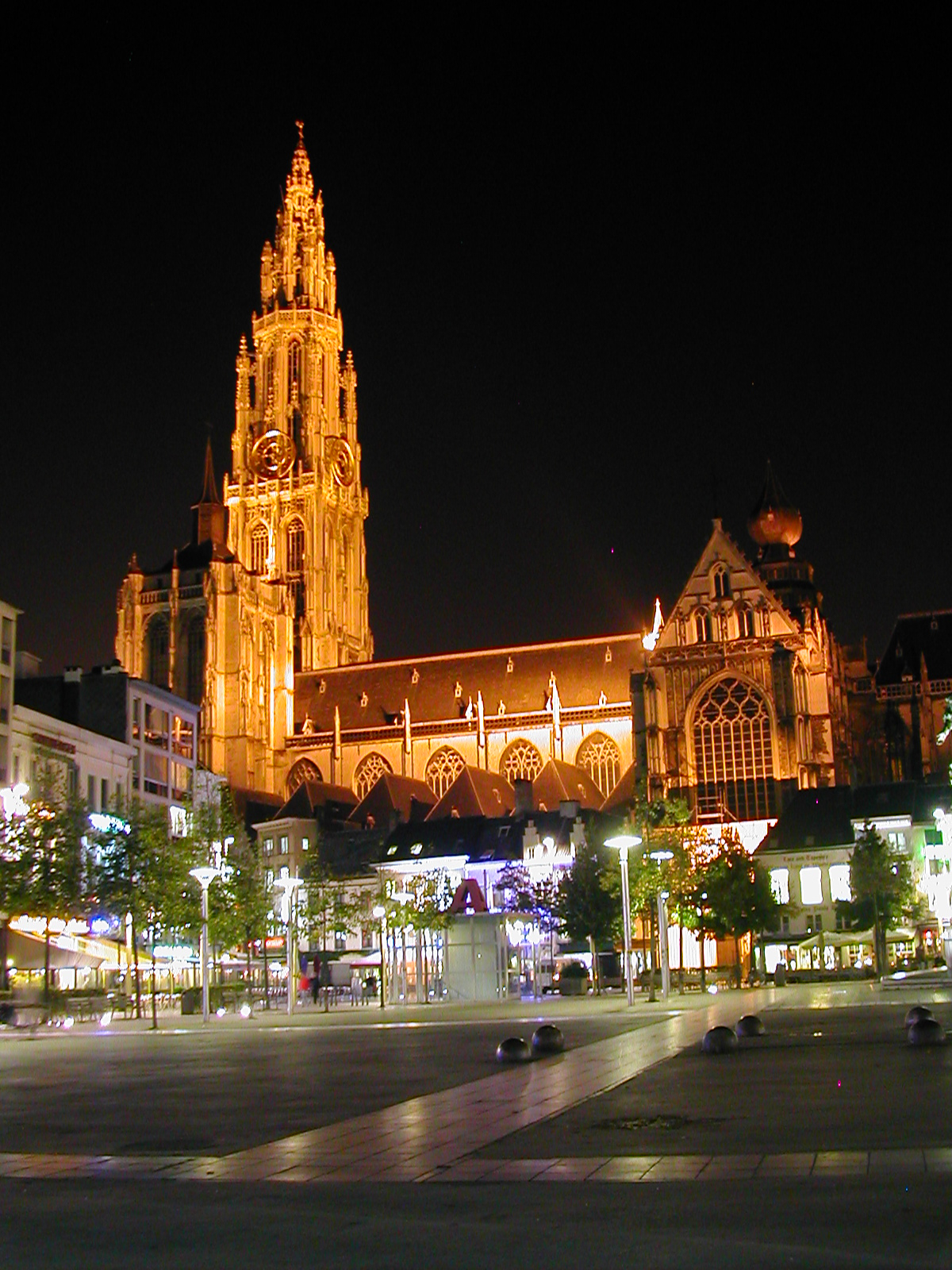
Liebfrauenkathedrale in Antwerpen

##### Markgrafschaft Antwerpen/Republik Antwerpen
- Séverin Cornet, der seit 1564 in Mechelen an der St.-Rombouts-Kathedrale tätig war, ist seit 1572 der Nachfolger von Gérard de Turnhout als Kapellmeister der Kathedrale von Antwerpen. Auf dem Höhepunkt der religiösen Konflikte rufen die Calvinisten im Juli 1581 die calvinistische Republik Antwerpen aus. Dies hat zur Folge, dass die katholischen Gottesdienste an der Kathedrale zeitweise verboten werden; somit verliert Séverin Cornet seine dortige Stellung. Daraufhin bemüht er sich um eine Anstellung als Hofkapellmeister bei Erzherzog Ferdinand von Österreich in Innsbruck. Er nimmt dafür die Vermittlung von Marc le Prévost, der Kontaktperson des Erzherzogs in Antwerpen, in Anspruch, hat aber keinen Erfolg. Musikforscher nehmen an, dass Cornet ab dieser Zeit bis zu seinem Tod im folgenden Jahr den Druck und die Herausgabe seiner musikalischen Sammlungen mit der finanziellen Hilfe verschiedener Mäzene durchführen konnte. 1581 veröffentlicht er in Antwerpen die geistlichen Werke Cantiones musicae zu fünf bis acht Stimmen sowie die weltlichen Werke Chansons françoyses zu fünf bis acht Stimmen und Madrigali zu fünf bis acht Stimmen.
- Servaes van der Meulen, der Organist an der St.-Gertrudskirche in Bergen-op-Zoom und an einer Kapelle der Kathedrale Notre-Dame in Antwerpen war, kann während seiner Amtszeit im Frühjahr 1581 verhindern, dass die Anhänger des Calvinismus die große Orgel der Antwerpener Kathedrale abbauen. Darüber hinaus erlaubt ihm der calvinistische Magistrat der Stadt, seinen Posten als Organist zu behalten.
- Hubert Waelrant wirkt in Antwerpen. 1581 heiratet er Johanna Cleerhagen, seine dritte Frau.

##### Herzogtum Limburg
- Ludovicus Episcopius, der am 18. Oktober 1577 in seine frühere Stellung als Kapellmeister und Kantor an der Kollegiatkirche St. Servatius in Maastricht zurückgekehrt ist, wirkt hier für knapp fünf Jahre.

##### Grafschaft Flandern
- Andreas Pevernage, der vom 17. Oktober 1563 bis 1577 Kapellmeister an der Kirche Notre-Dame in Courtrai war und 1564 zusätzlich eine Pfründe an Sankt Willibrordus in Hulst erhalten hatte, wechselt 1578 an die Kirche St. Jakob in Brügge, weil Courtrai kurzzeitig unter die Herrschaft der Calvinisten gerät. Zwischen 1578 und 1585 wird die Arbeit Pevernages aber auch in Brügge immer wieder durch die kriegerischen Auseinandersetzungen zwischen den Konfessionen beeinträchtigt. So ist der katholische Gottesdienst zwischen 1581 und 1584 nicht möglich und der Komponist weicht wohl immer wieder nach Courtrai aus.
- Cornelis Verdonck, der seine erste musikalische Ausbildung als Kapellknabe vermutlich an der Kathedrale Notre-Dame in Antwerpen unter Gérard de Turnhout bekam und dann ab 1572 acht Jahre lang als Sängerknabe in der Hofkapelle des spanischen Königs Philipp II. gewirkt hatte, studiert an der Universität Douai und ist ab dieser Zeit Schüler von Séverin Cornet. Dieser macht seinen Schüler mit den neueren italienischen Stilentwicklungen bekannt; darüber hinaus nimmt er die ersten Kompositionen seines Schülers in seine drei Drucke von 1581 auf. Verdonck veröffentlicht 1581 in Antwerpen seine Motette Quam pulchra es zu sechs Stimmen in der Sammlung Cantiones musicae, ein Chanson in der Sammlung Chansons françoyses zu fünf bis acht Stimmen und ein Madrigal in der Sammlung Madrigali zu fünf bis acht Stimmen.

##### Grafschaft Holland
- Jan Pieterszoon Sweelinck, der älteste Sohn des Organisten Pieter Swibbertszoon und seiner Frau Elske Jansdochter Sweeling, lebt in Amsterdam und wirkt nach Aussage von Sweelincks Schüler und Freund Cornelis Plemp seit dem Jahr 1577 als Organist an der Oude Kerk. Nach Johann Mattheson ist er „schon in der Jugend, wegen seiner netten Fingerführung auf der Orgel, und überaus artigen Manier zu spielen, sonderlich berühmt“.[1]

#### Fränkischer Reichskreis

##### Reichsstadt Nürnberg
- Leonhard Lechner, der bis zirka 1570 als Sängerknabe am bayerischen Hof zu Landshut angestellt war, hält sich spätestens seit 1575 in Nürnberg auf. Hier hat er bis 1584 das untergeordnete Amt eines „Schulgehilfen“ an der St.-Lorenz-Schule inne. Sein Nürnberger Wirken ist durchaus von Anerkennung und Erfolgen begleitet; auch bieten ihm die 1568, 1571 und 1577 gegründeten privaten Zirkel musikliebender Nürnberger Patrizier (Sodalicium musicum) ein finanziell wie künstlerisch lohnendes Betätigungsfeld. 1581 veröffentlicht er sein Sacrarum cantionum, […] liber secundus zu fünf bis sechs und acht Stimmen und sein Johanni Neudorffero sponso […] et iustinae Henzin sponsae […] psalmum hunc Davidicum (Beati quorum remissae sunt), epithalamii loco, composuit […] anno 1581.

#### Kurrheinischer Reichskreis

##### Kurpfalz
- Mathias Gastritz, der am 22. Dezember 1561 zum Organisten der Stadt Amberg bestellt wurde, wirkt fast 30 Jahre lang in den Diensten der Stadt.
- Johann Knöfel ist seit 1579 Kapellmeister des pfalzgräflichen Kurfürsten zu Heidelberg Ludwig VI.
- Andreas Raselius, der in Amberg möglicherweise Schüler des Komponisten Mathias Gastritz war und die Lateinschule in Sulzbach besucht hatte, studiert ab 1581 in Heidelberg.

#### Niederrheinisch-Westfälischer Reichskreis

##### Vereinigte Herzogtümer Jülich-Kleve-Berg
- Martin Peudargent ist Hofkomponist in den Diensten von Wilhelm V. von Jülich-Kleve-Berg.

#### Niedersächsischer Reichskreis

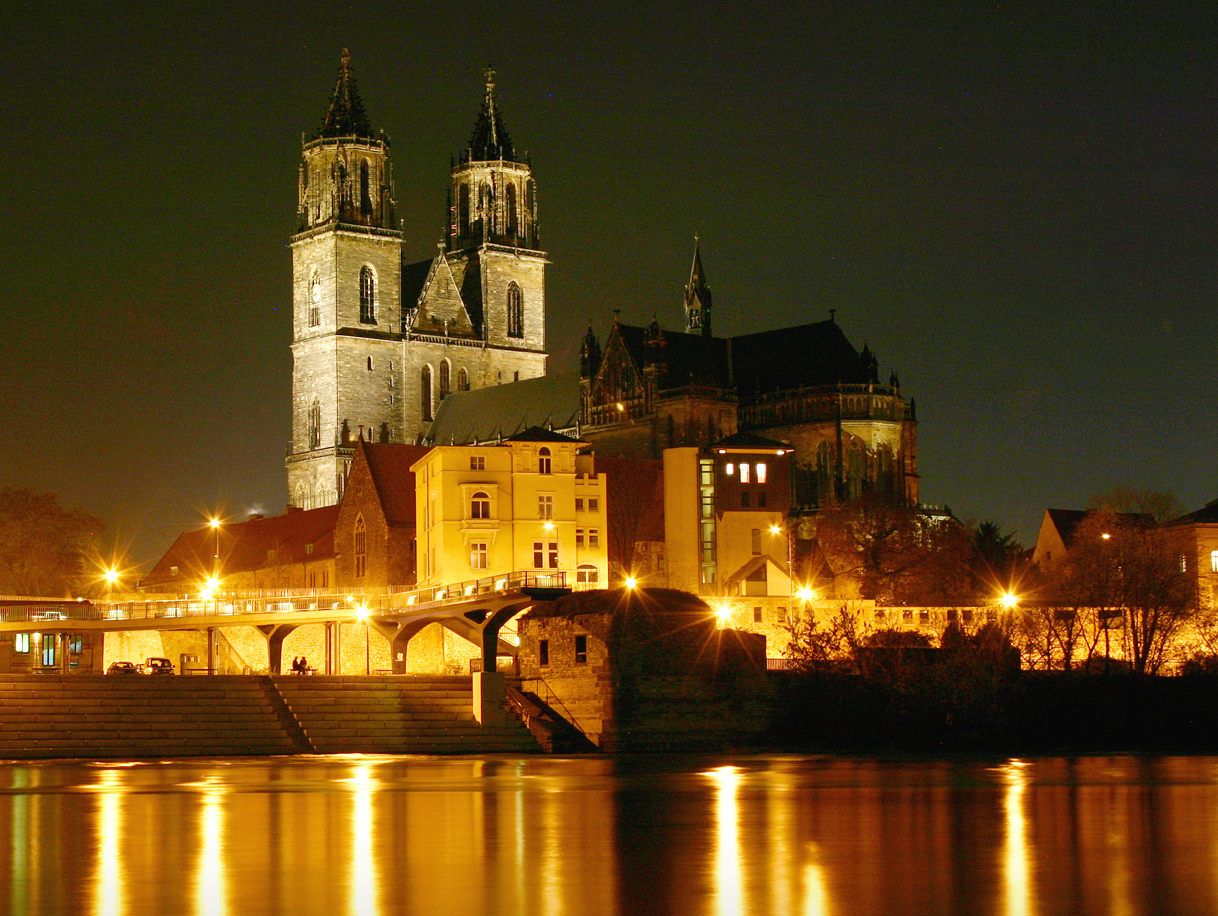
Magdeburger Dom bei Nacht

##### Erzstift Magdeburg
- Leonhart Schröter, der von 1561 bis 1576 als Stadtkantor in Saalfeld gewirkt hatte, ist seit 1576 Kantor an der Altstädter Lateinschule in Magdeburg, wo er bis zu seiner Emeritierung 1595 verbleibt.

##### Fürstentum Braunschweig-Wolfenbüttel
- Johann Zanger der Ältere, der seit 1553 Pfarrer an der Petrikirche in Braunschweig war, ist seit 1571 Pfarrer an der Martinikirche, seit 1577 Stellvertreter des Stadtsuperintendenten.

##### Hamburg
- Jacob Praetorius der Ältere, der wahrscheinlich in seiner Heimatstadt Magdeburg Unterricht von Martin Agricola erhielt, ist von 1555 bis zu seinem Tod 1586 als Organist und Kirchenkomponist an zwei Kirchen in Hamburg nachweisbar.

#### Obersächsischer Reichskreis

##### Fürstentum Anhalt
- Gallus Dreßler, der seit 1575 als Diakon an der St.-Nikolai-Kirche in Zerbst gewirkt hast, verstirbt am 14. April 1581 in seinem Amt.

##### Kurfürstentum Sachsen
- Elias Nikolaus Ammerbach, der von 1548 bis 1549 an der Universität Leipzig studiert hatte, wirkt danach, vermutlich bis an sein Lebensende 1597, als Thomasorganist an der Thomaskirche.
- Joachim a Burck, der ab 1563 Kantor an der Lateinschule in Mühlhausen war, ist seit 1566 Organist an der Kirche Divi Blasii in Mühlhausen. Daneben ist er als Geschichtsschreiber und öffentlicher Notar tätig.
- Sethus Calvisius, der ab 1579 die Universität Helmstedt besuchte, erhält ein Stipendium des Kurfürsten August von Sachsen und studiert seit 1580 an der Universität Leipzig. Dort beschäftigt er sich mit Mathematik, Chronologie, Astronomie und so intensiv mit der Musik, dass er 1581 zum Rektor des Chores an der Paulinerkirche avanciert.
- Wolfgang Figulus ist von 1551 bis zu seiner Pensionierung 1588 Kantor und Lehrer an der Fürstenschule in Meißen. Er unterrichtet die Fächer Musik, Latein und Religion und sorgt für die musikalische Gestaltung der Gottesdienste in der Afrakirche.
- Rogier Michael, der von 1572 bis 1574 die Stelle eines Tenorsängers in Ansbach an der Hofkapelle von Markgraf Georg Friedrich von Brandenburg-Ansbach bekleidete, ist seit 1. Februar 1575 – auf Empfehlung von Aemilia von Sachsen, der Schwester von Kurfürst August von Sachsen – Sänger und Musiker an der Dresdener Hofkapelle.
- Giovanni Battista Pinello di Ghirardi, der zuletzt in Prag am Hof Kaiser Rudolfs gewirkt hatte, wird 1581 – wenige Monate nach dem Tod von Antonio Scandello – als Kapellmeister an die Dresdner Hofkapelle berufen. Wegen Unstimmigkeiten wird er diesen Posten schon bald aufgeben.
- Nikolaus Selnecker, der seit dem Jahreswechsel 1573/74 wieder Professor in Leipzig ist, ist seit 1576 zusätzlich Pfarrer an der Thomaskirche und Superintendent, dazu auch Domherr am Meißner Dom.

##### Mark Brandenburg
- Bartholomäus Gesius, Sohn eines Ackerbürgers und Ratsherrn, studiert zwischen 1578 und 1585 an der Viadrina in Frankfurt (Oder).
- Thomas Mancinus, der seit Februar 1576 als Komponist und Kapellmeister in Güstrow wirkte, ist von 1579 bis 1581 Tenorist in der Hofkapelle in Berlin.

#### Österreichischer Reichskreis

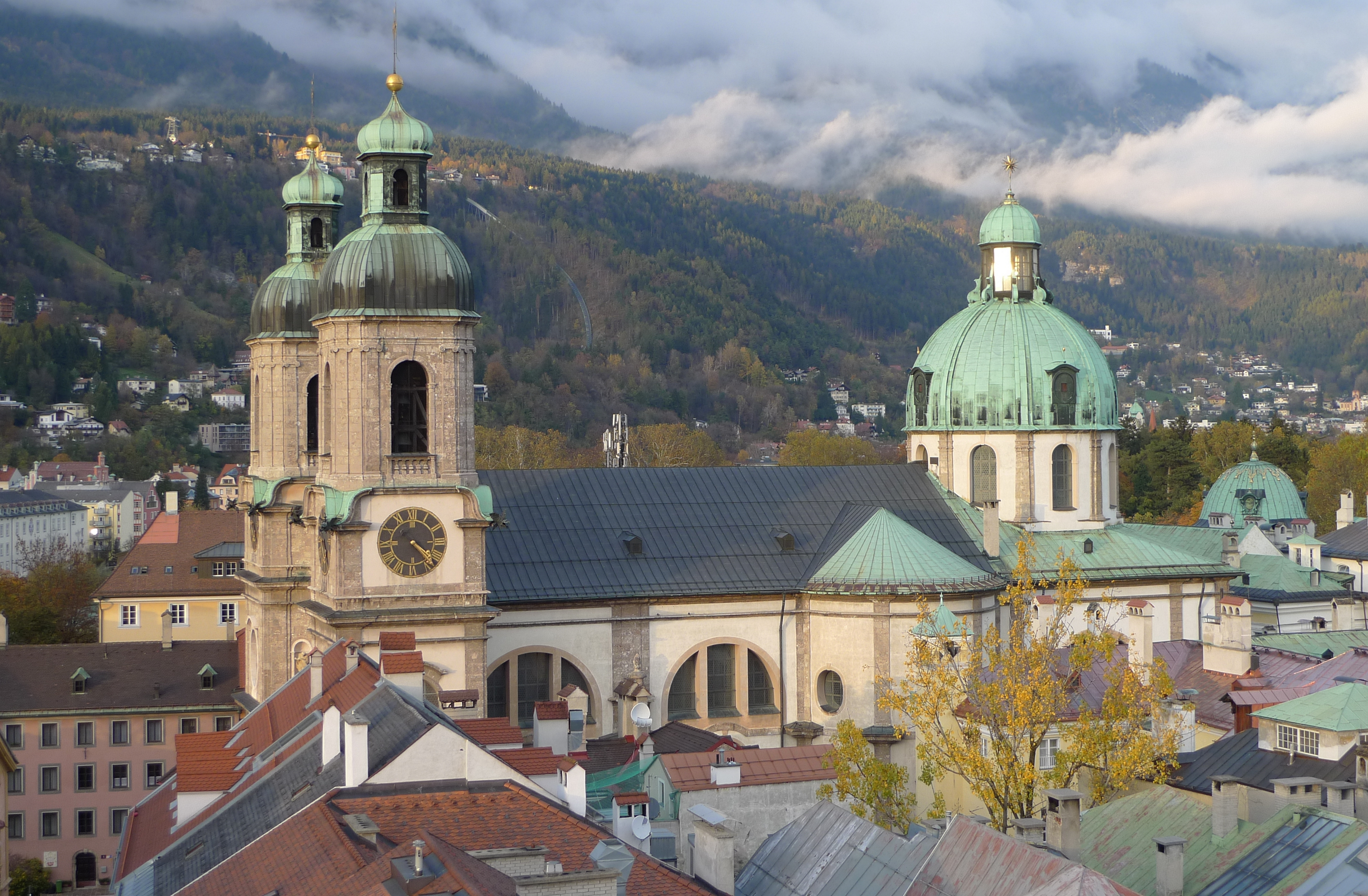
Blick vom Stadtturm des Alten Rathauses zum Innsbrucker Dom

##### Erzherzogtum Österreich
- Blasius Amon ist seit ca. 1568 Sängerknabe an die Hofkapelle von Erzherzog Ferdinand II. in Innsbruck. Er erhält unter den Kapellmeistern Wilhelm Bruneau (tätig von 1564 bis 1584) und Alexander Utendal (tätig von 1564 bis 1581) eine gründliche musikalische Ausbildung, die er auf Studienreisen vervollkommnet.
- Matthia Ferrabosco ist seit 1581 Altist an der Grazer Hofkapelle.
- Simone Gatto, der seit 1568 am Hof in München als Posaunist wirkte, setzt seine berufliche Laufbahn seit 1572 in Graz fort. In der dortigen Hofmusikkapelle wirkt er zunächst als Bläser und steigt 1581 zum Hofkapellmeister auf.
- Franz Sales, der 1580 vorübergehend eine Stelle als Tenorsänger in Hechingen angenommen hatte und noch im gleichen Jahr für kurze Zeit als Sänger an die Münchner Hofkapelle wechselte, hat seit dem 1. November 1580 eine Anstellung an der Hofkapelle in Innsbruck, wo er etwa sieben Jahre lang bleibt. Sein Bruder Nikolaus Sales (* vor 1550 in Namur; † 5. April 1606 in Stuttgart) ist ebenfalls Komponist und wirkt von Mai bis September 1581 ebenfalls an der Hofkapelle in Innsbruck.
- Lambert de Sayve, der seit dem 1. Februar 1569 das Amt eines Singmeisters an der Abtei Melk hatte, wirkt seit 1577 in der Grazer Hofkapelle von Erzherzog Karl. In der Hofkapelle ist seine Funktion beschrieben als „Capeln-Singer-Knaben-Preceptor“.
- Alexander Utendal, der seit 1564 Alt-Sänger und seit Ende 1572 Kapellknaben-Praezeptor und damit Vizekapellmeister der Kapelle von Erzherzog Ferdinand II. war, verstirbt am 7. Mai 1581 in Innsbruck.

##### Gefürstete Grafschaft Görz
- Giorgio Mainerio, der zuvor in Udine gewirkt hatte, ist seit 1578 Maestro di cappella an der S. Chiesa d'Aquilegiain Aquileia. Während seiner letzten zehn Lebensjahre hat er gesundheitliche Probleme, so dass er öfter seinen Dienst als Kirchenpfleger zugunsten von Aufenthalten in Venedig, Ancona und bekannten Heilbädern unterbricht.

#### Schwäbischer Reichskreis

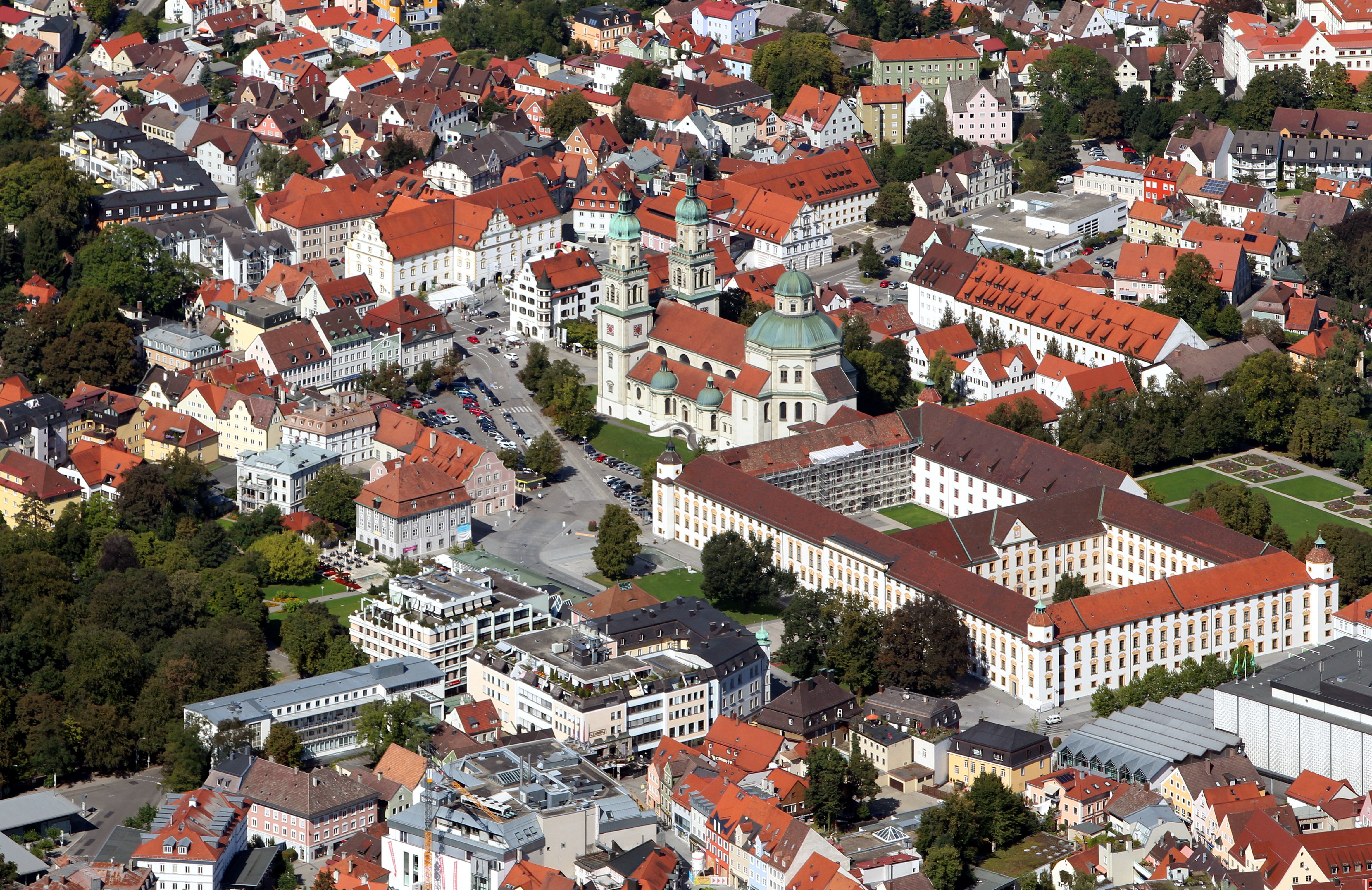
Fürstäbtliche Residenz in Kempten mit der Stiftskirche St. Lorenz (2011)

##### Fürststift Kempten
- Jacobus de Kerle, der bis 1574 in Augsburg als Domorganist tätig war und am 14. Juli 1574 um seine Entlassung aus dem Organistenamt gebeten hatte, ist wahrscheinlich im Fürststift Kempten tätig. Er widmet Fürstabt Eberhard von Stain in Kempten eine Komposition, und zusätzlich hat ihn der Abt des Klosters Weingarten mit einem Empfehlungsschreiben befürwortet. Es ist nicht überliefert, ob die Aktion erfolgreich war; für eine Kemptener Tätigkeit spricht aber, dass er erst am 28. März 1579 in das Cambraier Kapitel aufgenommen wurde.

##### Herzogtum Württemberg
- Ludwig Daser ist seit 1572 und bis zu seinem Ableben 1589 Kapellmeister der Hofkapelle Stuttgart.
- Balduin Hoyoul, der im Jahr 1561 im Alter von etwa 13 Jahren als Diskant-Sänger in den Chor der Stuttgarter Hofkapelle unter Ludwig Dasers Leitung eingetreten war und 1564/65 für zwei Jahre als Schüler zu Orlando di Lasso nach München geschickt wurde, wirkt nach seiner Rückkehr wieder als Altist und Komponist der Stuttgarter Hofkapelle.
- Simon Lohet ist seit dem 14. September 1571 Organist der württembergischen Hofkapelle in Stuttgart. Es ist auch Lohets Aufgabe, die Instrumente der Hofkapelle zu verwalten. 1581 kommt es zu einer Reise nach Venedig zur Besorgung von Musikinstrumenten und Notenmaterial. Neben seinem Amt als Hoforganist wirkt Lohet als Lehrer eines größeren Schülerkreises.

##### Hohenzollern-Hechingen
- Jacobus Florius kehrt 1581 für kurze Zeit nach Innsbruck zurück und bewirbt sich – ohne Erfolg – erneut um eine Stelle am Stuttgarter Hof. Er bekommt 1581 am Hof von Eitel Friedrich IV. in Hechingen eine Stelle als Sänger und Vizekapellmeister, die er bis 1583 behält.

##### Hohenzollern-Sigmaringen
- Melchior Schramm, der 1572 für zwei Jahre Organist an der neuerrichteten Stiftskirche des Damenstifts in Hall war, wird im Jahr 1574 als Organist und Hofkapellmeister an den Hof Hohenzollern-Sigmaringen berufen, wo er an dem jungen Hof unter Graf Karl II. von Hohenzollern-Sigmaringen die Hofkapelle neu aufbaut und bis 1596 leitet.

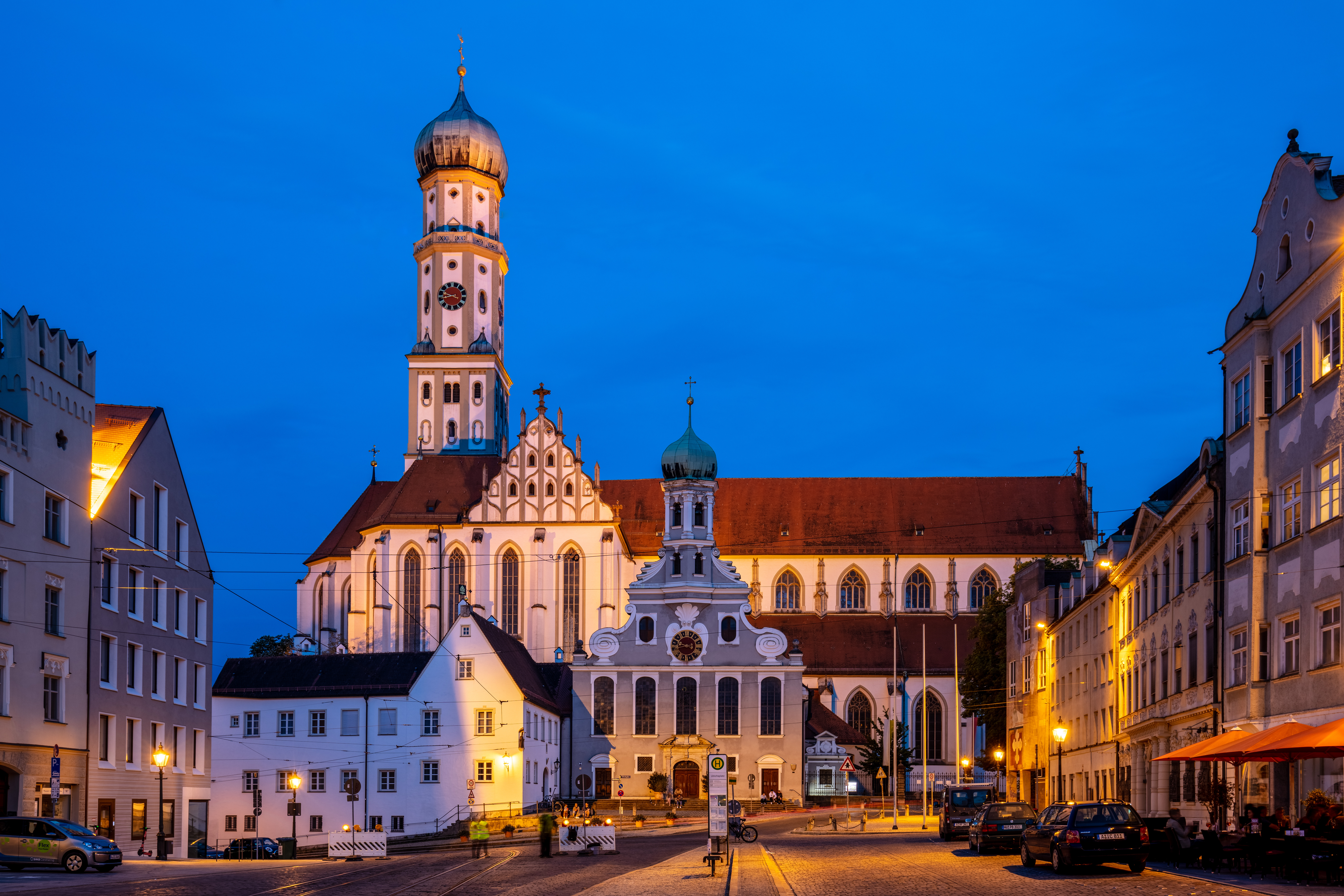
Basilika St. Ulrich und Afra in Augsburg am Abend

##### Reichsstadt Augsburg
- Johannes de Cleve hält sich seit April 1579 in Augsburg auf, wo er offenbar ohne Anstellung lebt. Er wirkt bis zu seinem Tod 1582 als Musiklehrer, neben anderen Schülern auch als Lehrer des Augsburger Domkapellmeisters Bernhard Klingenstein.
- Adam Gumpelzhaimer, der im Benediktinerkloster Sankt Ulrich und Afra Augsburg seine erste musikalische Unterweisung durch Jodocus Entzenmüller und wahrscheinlich auch durch den Chorleiter Johannes Treer erhalten hatte, wird 1581 Kantor und Praeceptor am Gymnasium bei St. Anna

##### Reichsstadt Dinkelsbühl
- Michael Tonsor wirkt von ungefähr 1567 bis 1588 als Organist an der St. Georgskirche in Dinkelsbühl.

#### Nicht eingekreiste zum Heiligen Römischen Reich zugehörige Territorien und Stände

##### Alte Eidgenossenschaft
- Samuel Mareschall, der sich für die Jahre 1576 und 1577 an der Universität Basel zum Studium eingeschrieben hatte, ist seit 1577 als Nachfolger von Gregor Meyer Organist am Basler Münster; im gleichen Jahr wurde Mareschall an der Universität zum professor musices berufen. Zusätzlich bekommt er eine Anstellung als Musiklehrer am Gymnasium am Münsterplatz und am Collegium Alumnorum. Es gehört auch zu seinen Aufgaben, wöchentlich mit den Schülern des Gymnasiums und den Alumnen Übungsstunden („musices exercitia“) für den Kirchengesang am Münster abzuhalten. 1581 heiratet er Anna Hertzog, die Tochter eines Basler Predigers.

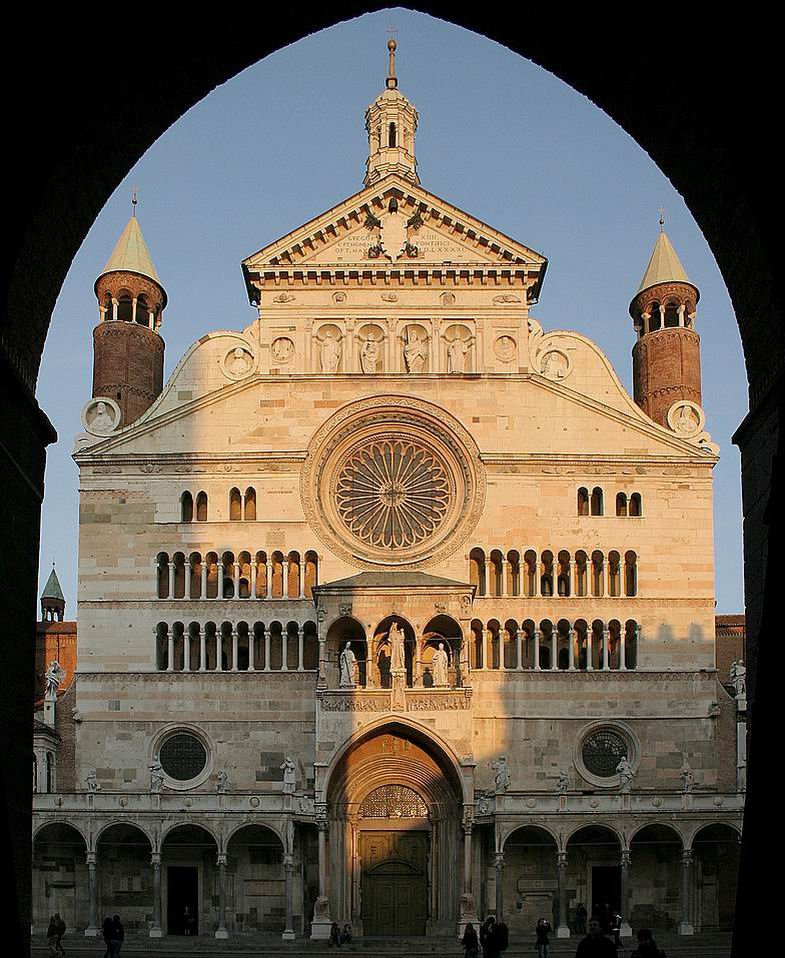
Hauptfassade des Doms von Cremona

##### Herzogtum Mailand
- Marc’Antonio Ingegneri, der wahrscheinlich bei Cyprian de Rore in Parma und bei Vincenzo Ruffo in Verona studiert hatte, lebt in Cremona und erwirbt sich dort einen guten Ruf als Komponist und Instrumentalist. Er ist möglicherweise Organist und ist als Streicher nachgewiesen. Im Jahr 1581 wird er maestro di cappella der dortigen Kathedrale, und anscheinend bleibt er für den Rest seines Lebens in dieser Position.
- Tiburtio Massaino, der seit 1571 maestro di cappella von Santa Maria del Popolo in Rom war und danach in Modena gewirkt hatte, wirkt seit 1580 in Lodi.

##### Herzogtum Mantua
- Ippolito Baccusi ist ab etwa 1576 bis 1589 als Kapellmeister am Dom zu Mantua tätig.
- Giovanni Giacomo Gastoldi, der in Mantua als Chorknabe an der Basilika Santa Barbara seine musikalische Ausbildung erhielt, Theologie studierte und seit 1572 Subdiakon war, ist seit 1574 Diakon und seit 1575 Priester. Gastoldi erhält Pfründe, damit verbunden ist die Verpflichtung, den Chorknaben Gesangsunterricht zu geben. Als Mitglied der Kapelle beteiligt er sich an der Komposition des vom Herzog Guglielmo Gonzaga (der sich auch selber als Komponist betätigt) gewünschten Repertoires. 1581 erscheinen in Venedig sein Canzoni a 5 voci.
- Giaches de Wert, der von 1563 bis 1565 den Dienst eines Kapellmeisters für die kaiserlichen Gouverneure in Mailand versehen hatte, wirkt spätestens seit September 1565 als Kapellmeister an der neu gebauten Basilika Santa Barbara in Mantua, der Hofkirche der Gonzaga-Herzöge, nachdem er dorthin für das erste Barbara-Fest am 4. Dezember 1564 eine neue von ihm komponierte Messe geschickt hatte. In dieser Stellung bleibt er bis zu seinem Tod im Jahr 1596. Er ist auch als prefectus musicorum für die weltliche Musik am Hof von Herzog Guglielmo Gonzaga in Mantua zuständig. Er bezieht ein außerordentlich hohes Jahresgehalt, zu welchem weitere Gratifikationen und im Jahr 1580 eine Schenkung von Ländereien hinzukommen. 1581 veröffentlicht er in Venedig Il settimo libro de madrigali zu fünf Stimmen.
- Benedetto Pallavicino, der in seiner Jugendzeit Organist an verschiedenen Kirchen der Provinz Cremona war, tritt spätestens 1581 in Sabbioneta bei Mantua in den Dienst von Vespasiano Gonzaga. In diesem Jahr veröffentlicht er in Venedig seine l primo libro de madrigali zu fünf Stimmen.
- Francesco Soriano, der bereits als Knabe in der Lateranbasilika in Rom unter anderem mit Giovanni Pierluigi da Palestrina studierte und in den 1570er Jahren zum Priester geweiht wurde, wirkt seit 1580 als Maestro di cappella in San Luigi dei Francesi, ebenfalls in Rom. 1581 zieht er nach Mantua, wo er eine Stellung am Hof der Gonzagas annimmt.

##### Herzogtum Modena und Reggio
- Bernardino Bertolotti ist Hofmusiker der Familie Este in Ferrara. „Er war als Instrumentalist am Hof von Ferrara von Dezember 1578 bis zu dessen Auflösung Anfang 1598 angestellt.“[2]
- Luzzasco Luzzaschi, der seit Mai 1561 Organist und seit 1564 herzoglicher Hoforganist am Hof des Herzogs Alfonso II. d’Este war, ist seit 1574 – als Nachfolger Afonso della Violas (auch dalla Viola genannt) – Leiter der Instrumentalmusik des Herzogs von Ferrara. Seit 1572 bekleidet er zusätzlich das Organistenamt am Ferrareser Dom.
- Alessandro Striggio der Ältere, der zuvor in Florenz tätig war, pflegt in den 1580er-Jahren den Umgang mit der Familie Este an deren Hof in Ferrara, wo sich eines der damaligen Zentren der italienischen Musikentwicklung befindet.

##### Herzogtum Toskana
- Paolo Aretino, der bis 1547 als Kantor am Dom von Arezzo gewirkt hat, ist danach bis zu seinem Tode im Jahr 1584 an Santa Maria della Pieve, ebenfalls in Arezzo, tätig.
- Giulio Caccini, der wahrscheinlich Mitglied im Knabenchor der Cappella Giulia des Petersdoms und von Oktober 1564 bis November 1565 Gesangsschüler von Giovanni Animuccia war, wirkt seit dem 29. April 1566 am Hof des Großherzogs Ferdinando I. de’ Medici in Florenz.
- Vincenzo Galilei, der 1578/1579 in München am Hof von Albrecht V. verbrachte, wo sein Sohn Michelangelo Galilei Hofmusiker war, lebt wieder in Florenz. 1581 veröffentlicht er hier seine musiktheoretische Schrift Dialogo della musica antica e della moderna. In diesem Werk zeigt er sich als erster Vertreter einer Aristoxenos-Renaissance, da er die Auffassung vertritt, die Laute müsse gleichstufig temperiert gestimmt werden; er gibt die Saiten-Proportion 18:17 als sehr gute Näherung des gleichstufig temperierten Halbtons an. In der gleichen Schrift setzt er sich auch für eine Wiederbelebung der antiken Monodie (Einstimmigkeit) ein und wendet sich gegen die herkömmliche Polyphonie.
- Cristofano Malvezzi, der seit 1571 als Kapellmeister am Baptisterium San Giovanni gewirkt hatte, ist seit 1574 – in der Nachfolge seines Vaters – Organist an der Basilica di San Lorenzo.
- Giovanni Piero Manenti, der im Juni 1571 – nach dem Tode von Francesco Corteccia – Kapellmeister an S.Giovanni geworden war, dieses Amt aber bereits nach sechs Monaten niedergelegt hatte, ist Organist an der Kathedrale von Florenz, ein Amt, das er bis zu seinem Tod 1597 ausübt. Manenti ist ebenfalls als Musiker am Hof der Medici tätig und komponiert zumindest ein Werk für die „Compagnia di S.Giovanni Evangelista“ in Florenz.

##### Königreich Böhmen
- Szymon Bar Jona Madelka lebt seit ungefähr 1575 in Pilsen, wo er Mitglied der Fleischerzunft ist. Später wird er Zunftmeister, Ratsherr der Stadt und Kantor.
- Jan Trojan Turnovský, der sich 1564 an der Karls-Universität Prag immatrikuliert hatte, wirkt ab etwa 1579 als utraquistischer Pfarrer an verschiedenen Orten.

##### Markgrafschaft Mähren
- Jacobus Gallus, der zuvor durch Böhmen, Mähren und Schlesien gereist war, steht seit 1580 als Kapellmeister in den Diensten des Bischofs von Olmütz.

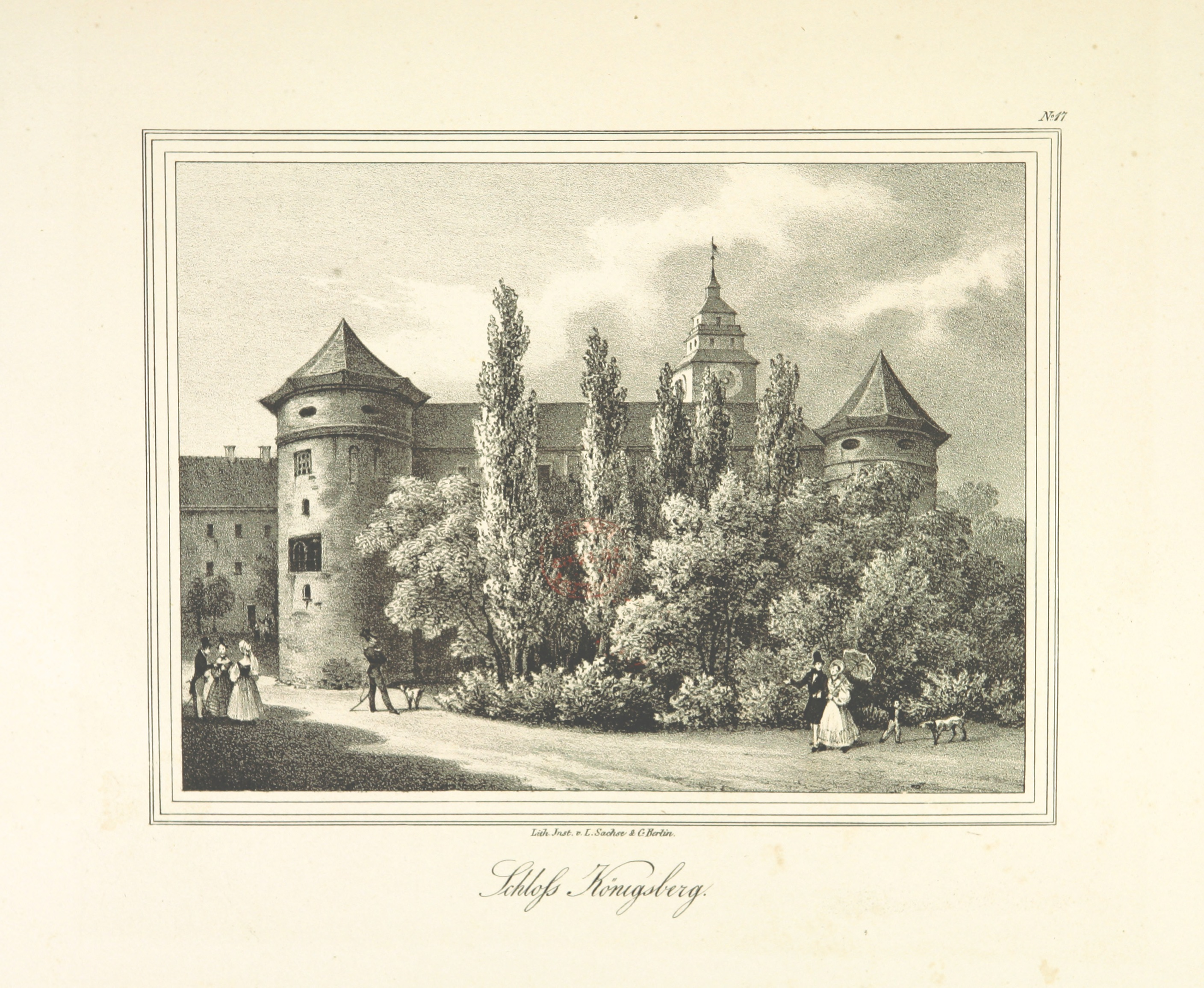
Schloss Königsberg

### Herzogtum Preußen
- Johannes Eccard, der von Jakob Fugger als Organist nach Augsburg berufen wurde, ist noch 1579 nach Königsberg in die Dienste des Markgrafen Georg Friedrich von Ansbach gewechselt, der ihn für seine Hofkapelle engagiert. Hier wirkt er als Assistent von Teodoro Riccio, seit 1580 als Vizekapellmeister.
- Teodoro Riccio, der nach seiner Ausbildung als Kirchenmusiker als Kapellmeister der Kirche Santa Nazaro in seiner Heimatstadt Brescia tätig war, ist seit 1575 Hofkapellmeisters in Ansbach und folgt seinem Dienstherren nach Königsberg, da dieser vom polnischen König Stephan Báthory, dem damaligen Lehnsherrn Preußens, mit dem Herzogtum belehnt wurde. In seiner Position als Hofkapellmeister erhält Riccio ab 1581 Unterstützung durch die Beiordnung des später berühmten Musikers Johannes Eccard (1553–1611) als Unterkapellmeister. Dieser übernimmt die Arbeit mit dem Knabenchor und einzelne Verwaltungsaufgaben.

### Königreich England und Irland

#### Chapel Royal von Elisabeth I.
- John Baldwin ist Tenor an der Royal Chapel in London. Seine Werke, die zwischen 1581 und 1606 entstanden sind, sind in einem Manuskript der London British Library überliefert.
- John Bull, der 1573 Kapellknabe an der Hereford Cathedral war, ist wahrscheinlich schon seit 1574 Mitglied der Children of the Chapel Royal, wo der Organist John Blitheman sein Lehrer ist.
- William Byrd ist seit 1570 „Gentleman of the Chapel Royal“ und übt zusammen mit Thomas Tallis das Organistenamt aus.
- William Mundy, der 1543 Mitglied im Chor von Westminster Abbey wurde und später für verschiedene Kirchengemeinden arbeitete, ist seit 1563 Mitglied der Chapel Royal, an der er bis zu seinem Tode 1591 verbleibt.
- Thomas Tallis, der 1543 zum „Gentleman of the Chapel Royal“ in London ernannt wurde, bekleidet dieses Amt in den folgenden 40 Jahren.

#### Cambridge
- Richard Carlton studiert seit 1577 im Clare College in Cambridge.

#### London
- Peter Philips bekommt seine erste musikalische Ausbildung 1572 bis 1578 als Chorknabe an der St. Paul’s Cathedral in London unter Sebastian Westcott. Er lebt bis zu Westcotts Tod 1582 in dessen Haus.

### Königreich Frankreich

#### Chapelle Royale von Heinrich III.
- Eustache du Caurroy ist seit 1570 zunächst als Sänger im Dienst der französischen Könige Karl IX. und Heinrich III. tätig und wird bald als Komponist bekannt.

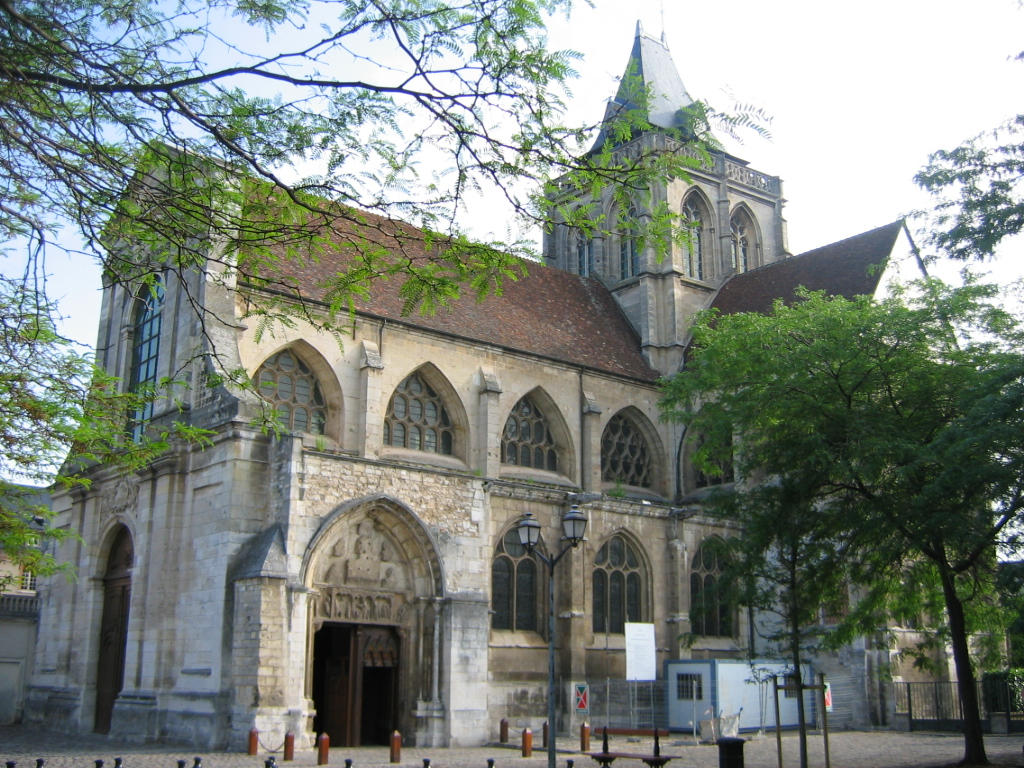
Kirche Saint-Taurin in Évreuz

#### Évreux
- Guillaume Costeley, der nach seiner Ausbildung von 1560(?) bis 1570 Hoforganist am Hof von Karl IX. war, wirkt danach bis zu seinem Ableben 1606 in Évreux als Komponist und ist dort Mitglied der Bruderschaft Sainte Cécile.

#### Paris
- Pierre-Francisque Caroubel, der von italienischer Herkunft war, lebt seit 1576 in Paris.
- John Dowland steht von 1579 bis 1584 im Dienst Sir Henry Cobhams, des englischen Gesandten in Paris, und seines Nachfolgers Sir Edward Stafford, 3. Herzog von Buckingham.
- Claude Le Jeune, der sich der 1570 von Jean-Antoine de Baïf und Joachim Thibault de Courville († 1581) unter der Schirmherrschaft des französischen Königshauses (Karl IX.) in Paris gegründeten Institution Académie de poésie et de musique angeschlossen hatte, trägt zu den höfischen Feiern anlässlich der Hochzeit von Duc de Joyeuse mit Marguerite de Vaudémont-Lorraine am 24. September 1581 einige Kompositionen bei.
- Adrian Le Roy lebt in Paris und ist musikalischer Leiter des von ihm mit seinem Vetter Robert Ballard 1551 gegründeten Musikverlags Le Roy & Ballard.
- Jacques Mauduit, der sich seine musikalischen Kenntnisse offenbar autodidaktisch erarbeitet hatte, erlangt 1581 einen Preis im Sainte-Cécile-Wettbewerb von Évreux für die fünfstimmige Motette Afferte Domino. Mauduit ist Mitglied der „Académie de musique et de poésie“, des von Jean-Antoine de Baïf und Joachim Thibault de Courville gegründeten Zirkels zur Pflege der Musique mesurée à l’Antique, d. h. zur Wiedererweckung der Rhetorik und Ethik der Musik des antiken Griechenlands in der zeitgenössischen französischen Musik und Dichtung. Nach Courvilles Tod im Jahre 1581 führt Mauduit den musikalischen Vorsitz der Académie.

### Italienische Staaten

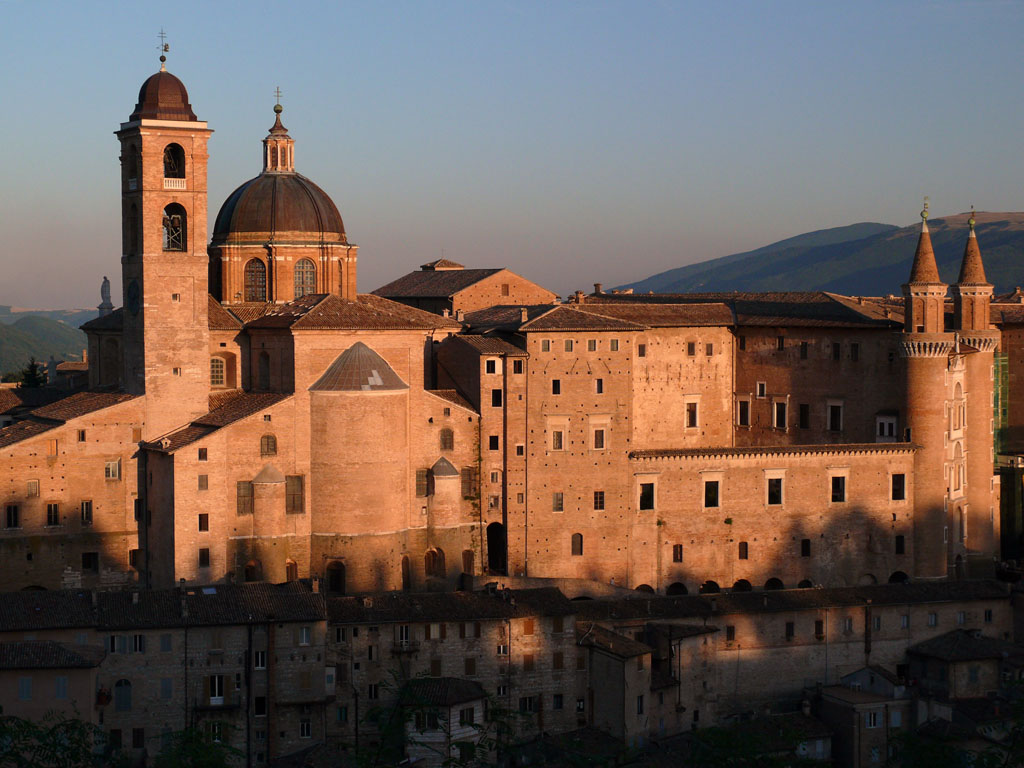
Dom und Palazzo Ducale in Urbino

#### Herzogtum Urbino
- Leonard Meldert, der bis zum Tod des Herzogs Guidobaldo II. della Rovere in Urbino 1574 an dessen Hof aktiv war und anschließend mit großer Wahrscheinlichkeit in Ravenna in die privaten Dienste von Giulio Feltrio della Rovere, Kardinal von Urbino und Erzbischof von Ravenna, getreten war, ist seit 1578 – nach Aussage des Musikforschers F. Piperno – wieder in Urbino aktiv, und zwar als Kapellmeister der dortigen Kathedrale. Nach Aussage von Simone Sorini, auf Grund von Dokumenten in Archiven Urbinos, ist Meldert auf jeden Fall von September 1581 bis März 1590 Kapellmeister in Urbino. Von 1581 bis 1590 veröffentlicht er hier seine Responsori del natale.

#### Kirchenstaat
- Emilio de’ Cavalieri, der in Rom als Sohn einer aristokratischen und musikalischen Familie geboren wurde, wirkt dort als Organist und Musikdirektor von 1578 bis 1584.
- Ghinolfo Dattari erhält ab Februar 1555 in Bologna eine Anstellung als Sänger in der Kapelle von San Petronio, die er 62 Jahre lang, bis zu seinem Tode ausübt.
- Giovanni de Macque, der in jungen Jahren an der Hofkapelle in Wien als Sängerknabe ausgebildet wurde und ab 1563 seine Ausbildung am Wiener Jesuitenkolleg fortgesetzt hatte, wirkt in Rom. Vom 1. Oktober 1580 bis 21. September 1581 ist der Komponist an der römischen Kirche San Luigi dei Francesi als Organist tätig. 1581 erscheinen in Venedig seine Madrigaletti et Napolitane a sei voci.
- Luca Marenzio, der seine erste Anstellung in Rom bei Kardinal Cristoforo Madruzzo († 1578) fand, steht anschließend in Rom in den Diensten von Kardinal Luigi d’Este (Bruder des Herzogs von Ferrara, Alfonso II. d’Este), der 1586 stirbt. In dieser Zeit veröffentlicht er seine ersten Madrigalsammlungen und hat möglicherweise auch Kontakt zum Hof von Ferrara. 1581 veröffentlicht er das zweite Buch seiner Madrigali a 5 voci und das erste Buch seiner Madrigali a 6 voci.
- Rinaldo del Mel, der vermutlich seit 1572 am königlichen Hof in Lissabon als maestro unter König Sebastian I. und König Heinrich I. gewirkt hatte, verlässt – nach dem Tod von Heinrich I. im Januar 1580 und nachdem Portugal vom Königreich Spanien annektiert worden war – Portugal und tritt in Rom in den Dienst von Kardinal Gabriele Paleotti; dieser ermöglicht ihm, seine Studien bei Giovanni Pierluigi da Palestrina fortzusetzen. Er verfasst hier seine ersten Werke, die im Liber primus mottectorum 1581 erschienen sind.
- Giovanni Maria Nanino, der im Sommer 1575 das Amt des Kapellmeisters von San Luigi dei Francesi angetreten hatte, wirkt seit dem 28. Oktober 1577 – nach bestandener Aufnahmeprüfung – als Tenor im Chor der renommierten päpstlichen Kapelle, der Cappella Pontificia. In der Kapelle, die vor allem in der Cappella Sistina auftritt, bleibt er bis zu seinem Tod 1607 tätig. Neben seinen Verpflichtungen als Sänger liefert er auch eigene Kompositionen (eine von der Kapelle erwünschte Fähigkeit) und übernimmt verschiedene administrative Ämter. 1581 erscheint eines seiner drei überlieferten Madrigalbücher.
- Giovanni Pierluigi da Palestrina, der seit 1565 musikalischer Leiter und Lehrer des Seminario Romano, einer Ausbildungsstätte des Priesternachwuchses war, übt diese Stelle – nachdem Giovanni Animuccia Ende März 1571 verstorben war – seitdem zum zweiten Mal aus. Palestrina ist auch für die Arciconfraternita della Santissima Trinità dei Pellegrini e Convalescenti aktiv, eine damalige römische Frömmigkeitsbewegung. Eine engere Beziehung unterhält Palestrina mit dem Hof der Gonzaga in Mantua. In den ersten zehn Jahren Palestrinas im erneuerten Amt an St. Peter ereignen sich etliche Todesfälle in seiner Familie. Sein Bruder Silla starb am Neujahrstag 1573, seine ältesten Söhne Rodolfo und Angelo 1572 und 1575, am 22. August 1580 wird seine Frau Lucrezia Opfer einer Virusepidemie in Rom und im Jahr 1581 sterben auch noch drei seiner Enkelkinder. Palestrina entschließt sich offenbar daraufhin, Priester zu werden und ersucht seinen Dienstherrn, Papst Gregor XIII., im Herbst 1580 um den Empfang der niederen Weihen; dies wird bewilligt und am 7. Dezember 1580 in der Kirche San Silvestro al Quirinale vollzogen. Im Januar 1581 erhält er eine Pfründe an der Kirche Santa Maria in Ferentino südöstlich von Rom. Wenig später gibt er die Absicht, in den Priesterstand zu gehen, wieder auf und heiratete am 28. März 1581 die wohlhabende Witwe des päpstlichen Pelzlieferanten, Virginia Dormoli. Als Individualdruck erscheint 1581 in Venedig sein Il primo libro de madrigali a cinque voci.
- Paolo Quagliati, der nach seiner musikalischen Ausbildung 1574 nach Rom gezogen ist, wirkt hier als Organist in verschiedenen Kirchen.
- Simone Verovio lebt spätestens seit 1575 in Rom.
- Tomás Luis de Victoria, der in Rom das Collegium Germanicum – das Priesterseminar der Jesuiten – absolviert hatte, hat seit 1571 als moderator musicae die Leitung der Kapelle des Collegiums in der Nachfolge von Giovanni Pierluigi da Palestrina.

#### Königreich Neapel
- Giovanni Domenico da Nola wirkt seit Februar 1563 bis zu seinem Tod als Maestro di cappella an der Basilika Santissima Annunziata Maggiore in Neapel. In dieser Funktion lehrt er auch die Mädchen des Waisenhauses der Annunziata und die Diakone des Priesterseminars Gesang.

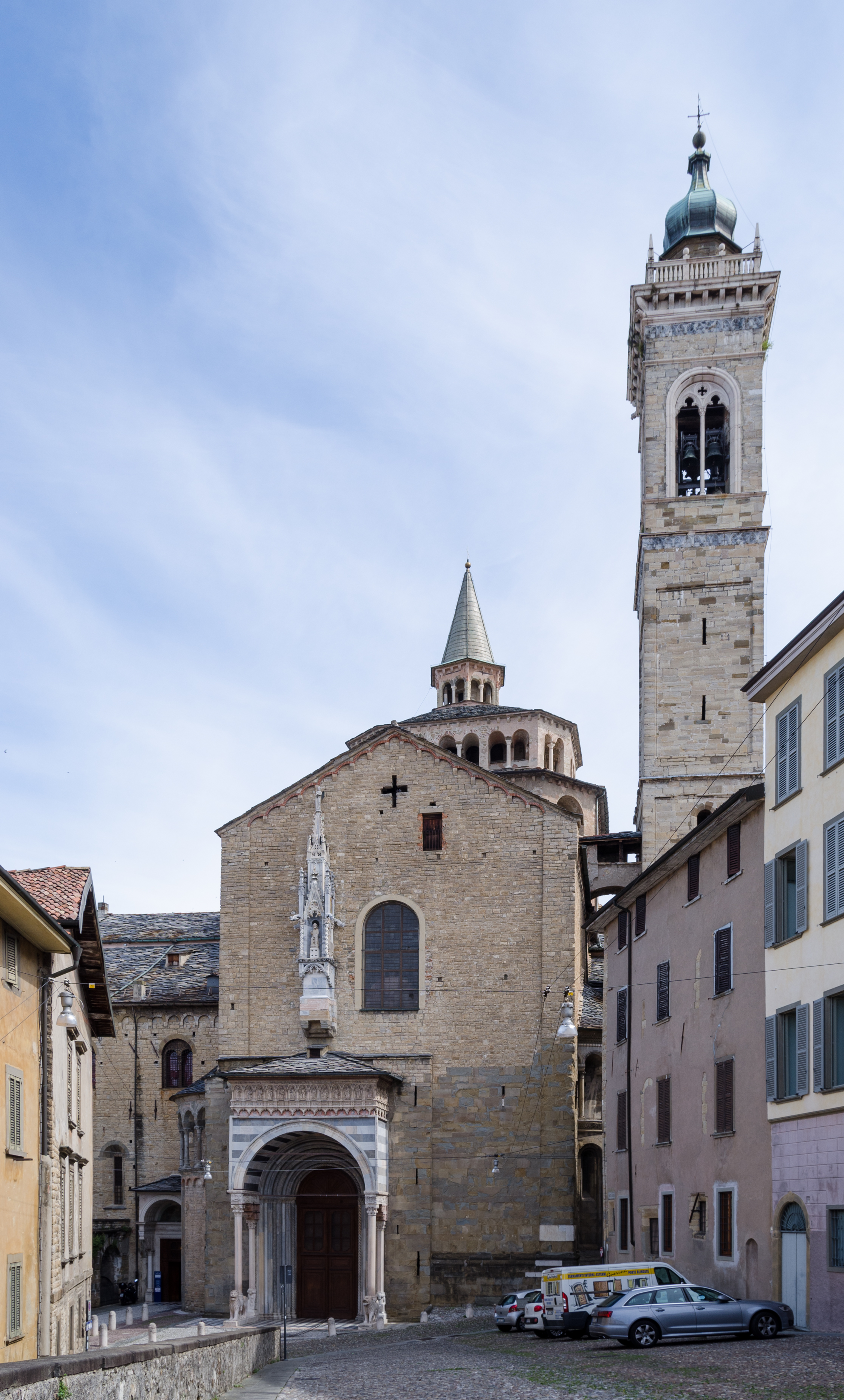
Südfassade der Kirche Santa Maria Maggiore in Bergamo

#### Republik Venedig
- Costanzo Antegnati, der am besten bekannte Spross der verzweigten italienischen Orgelbauerfamilie Antegnati, bekommt seine musikalische Ausbildung bei Girolamo Cavazzoni und ist seit dem Jahr 1570 Orgelbau-Mitarbeiter seines Vaters Graziadio Antegnati des Älteren (1525–1590) in Brescia. 1581 veröffentlicht er in Brescia seine Sacrae Cantiones, vulgo Motecta, paribus vocibus cantandae, 4 vocum.
- Giovanni Matteo Asola wirkt von 1577 bis 1591 in Treviso, Vicenza und in Verona als Kapellmeister.
- Giovanni Bassano, der zuerst 1576 als Instrumentalmusiker an San Marco in Venedig in Erscheinung trat, erwirbt sich dort schnell einen Ruf als einer der besten Instrumentalisten in Venedig.
- Floriano Canale ist von 1581 bis 1603 Organist im Konvent von San Giovanni Evangelista in Brescia. 1581 veröffentlicht er bei Vincenzo Sabbio in Brescia seine Sacrae cantiones, quae vulgo motecta dicuntur, quatuor vocibus decantandae....
- Giovanni Cavaccio, der seit 1576 als Sänger in Bergamo wirkt, ist von 1581 bis 1598 als Lehrer an der Kathedrale von Bergamo tätig.
- Giovanni Croce wirkt seit 1565 als Chorknabe und Sänger am Markusdom in Venedig.
- Girolamo Diruta, der seit 1574 Mitglied des Minoritenklosters in Correggio war und seine musikalische Ausbildung zum Organisten von Batista Capuani erhalten hatte, lebt seit 1580 in Venedig, wo er Schüler des berühmten Claudio Merulo ist, eventuell auch von Gioseffo Zarlino und Costanzo Porta.
- Baldissera Donato, der seit 1550 als Sänger – zunächst an San Marco in Venedig – aktiv war und auch in der Ausbildung der Sänger wirkte, hat seit 1580 die Kapellmeisterstelle am Dom zu Padua inne.
- Paolo Ferrarese ist in Venedig tätig.
- Andrea Gabrieli ist wahrscheinlich seit Jahresanfang 1566 als Organist an San Marco tätig, einer herausragenden Position in der Musikwelt Italiens, in der er bis zu seinem Lebensende bleiben wird. An San Marco entwickelt er, gefördert durch die einzigartige Akustik des Doms, seinen originalen Kompositionsstil der zeremoniellen Mehrchörigkeit und des konzertanten Stils, der später von seinem Neffen Giovanni Gabrieli weiter entwickelt wird.
- Giovanni Gabrieli, der in den Jahren 1575 bis 1579 Schüler von Orlando di Lasso in München war, ist 1580 nach Venedig zurückgegangen und ist dort am Markusdom Hilfsorganist unter seinem Onkel Andrea Gabrieli, der immer noch das Amt des Zweiten Organisten ausübt.
- Florentio Maschera, der seine erste Anstellung als Organist im Kloster Santo Spirito in Isola vor Venedig erhielt, ist seit 22. August 1557 Organist an der Kathedrale von Brescia.
- Claudio Merulo ist seit dem Jahr 1566 als Nachfolger von Annibale Padovano als erster Organist am Markusdom in Venedig tätig. Neben dieser offiziellen Tätigkeit tritt er regelmäßig in den Palazzi venezianischer Adliger auf, z. B. in der Ca' Zantani, die auch von Parabosco, Padovano und anderen Virtuosen frequentiert wird.
- Giovanni Battista Mosto hat seit 6. November 1580 den Posten des „maestro di cappella“ an der Kathedrale von Padua inne.
- Orazio Vecchi wirkt zunächst als Musiklehrer in Modena, bevor er 1581 Domkapellmeister in Salò wird.
- Ludovico Zacconi, der dem Augustinerorden beigetreten war, wo er 1575 zum Priester geweiht wurde, studiert seit 1577 an der Kirche des hl. Stephanus in Venedig und wird später ein Schüler von Andrea Gabrieli.
- Gioseffo Zarlino, der bei Adrian Willaert in Venedig studiert hat, ist seit 1565 – in der Nachfolge von Cypriano de Rore – Kapellmeister am Markusdom in Venedig. Er hat diese Stelle bis zu seinem Ableben 1590 inne.

### Königreich Polen

#### Hofkapelle von Stephan Báthory
- Krzysztof Klabon, der seit 1565 Lautenist der königlichen Hofkapelle in Krakau war, ist von 1576 bis 1601, mit einer kurzzeitigen Unterbrechung durch den Italiener Luca Marenzio 1596, Direktor der königlichen Kapelle.

#### Krakau
- Wojciech Długoraj, möglicherweise ein Schüler von Valentin Bakfark, ist Lautenist im Dienste von Samuel Zborowski, mit dessen Hof er 1579 Polen verlassen muss. Er kommt im Bernhardinerkloster von Krakau unter, aus dem er jedoch 1581 wegen unangemessenen Verhaltens verwiesen wird.

### Königreich Portugal

#### Hofkapelle von Philipp I.
- António Carreira ist seit der Thronbesteigung des 14-jährigen Königs Dom Sebastiaõ 1568, Kapellmeister und Magisterio in Lissabon. Nach dem tragischen Verschwinden des Königs Dom Sebastiaõ 1578 nach der Schlacht von Alcácer-Quibir, und dem Tod des Kardinals 1580, bleibt Carreira auch unter der Regierung von Heinrich I. Kapellmeister der königlichen Kapelle in Lissabon.

### Königreich Spanien

#### Hofkapelle von Philipp II.
- George de La Hèle wird am 15. September 1580 von Philipp II. von Spanien zum Kapellmeister der Capilla real als Nachfolger des 1580 verstorbenen Gérard de Turnhout ernannt. Aber trotz aller Bemühung des Königs zum baldmöglichsten Amtsantritt des Komponisten bleibt die Position eineinhalb Jahre lang vakant, weil La Hèle zuvor zeitweilig an der Capilla flamenca in Madrid wirkt.
- Philippe Rogier, der seine erste musikalische Ausbildung an der Kathedrale seiner Geburtsstadt Arras erhalten hatte, ist 1572 mit Gérard de Turnhout – von 1571 bis zu seinem Tod 1580 Kapellmeister der capilla flamenca des spanischen Königs Philipp II. – und anderen jugendlichen Sopranisten nach Madrid gereist und wurde am dortigen Königshof eingeführt. In Madrid kann er in den folgenden Jahren als jugendlicher Sänger seine musikalische Ausbildung vervollständigen.

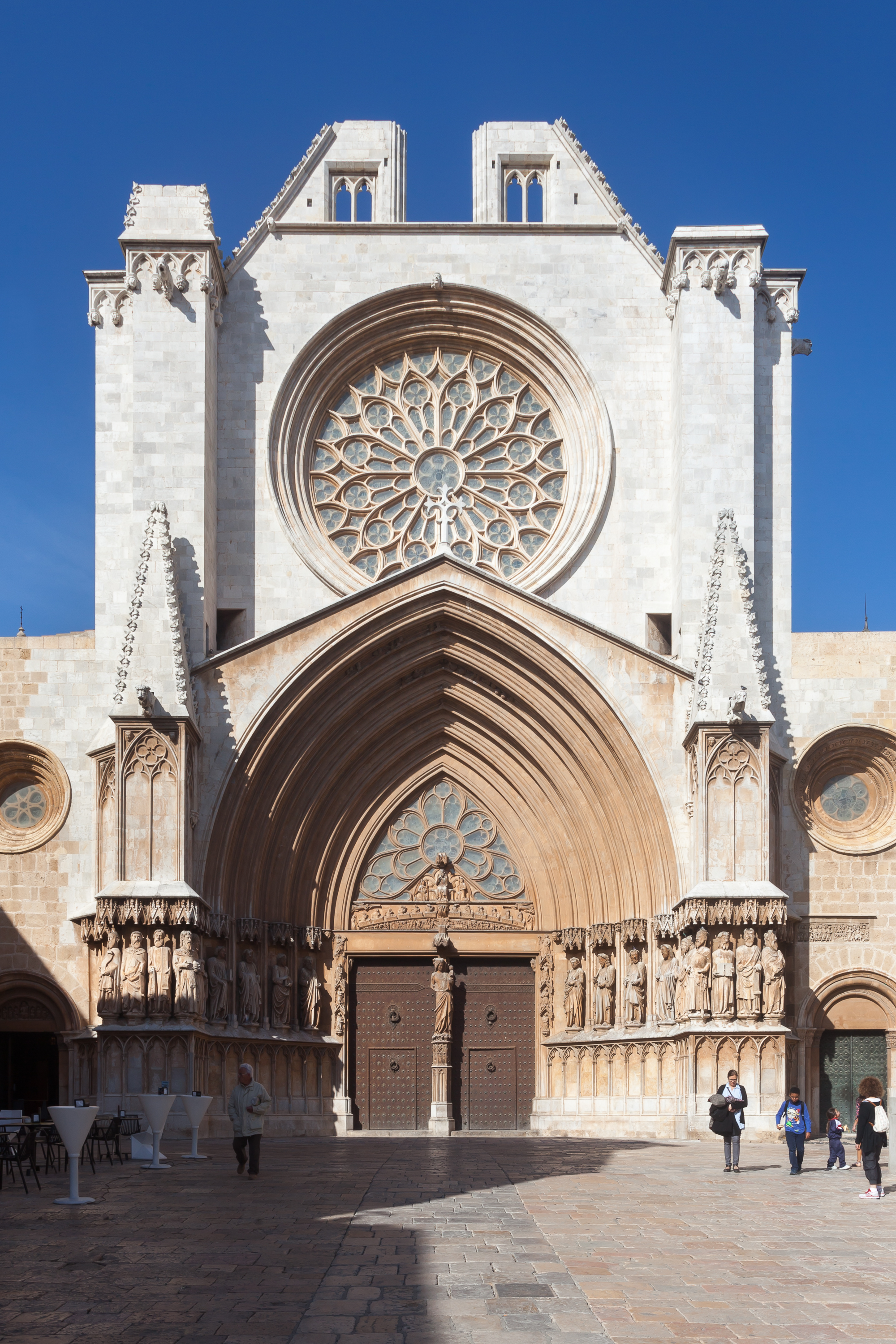
Kathedrale von Tarragona

#### La Seu d’Urgell
- Joan Brudieu, der 1578 die Stelle des Kapellmeisters in Santa Maria del Mar in Barcelona angetreten hatte, ist im Jahr 1579 nach La Seu d’Urgell zurückgekehrt, wo er seitdem wieder als Musiker an der Kathedrale eingesetzt wird.

#### Segovia
- Sebastián de Vivanco, der wahrscheinlich seine musikalische Ausbildung ebenso wie sein etwas älterer Zeitgenosse Tomás Luis de Victoria an der Kathedrale von Ávila erhielt und seine erste bekannte Stelle als Kapellmeister der Kathedrale von Lérida hatte, ist seit 1576 Kapellmeister an der Kathedrale von Segovia.

#### Sevilla
- Francisco Guerrero ist seit 1574 Kapellmeister an der Kathedrale von Sevilla.

#### Tarragona
- Nicasio Zorita, der 1578 noch in Valencia wirkte, wird in diesem Jahr zum Kapellmeister der Kathedrale von Tarragona ernannt. In diesem Amt bleibt er bis mindestens 1589.

#### Valencia
- Juan Ginés Pérez, der seine Ausbildung an der Kathedrale seiner Heimatstadt in Orihuela hatte und danach dort als Kapellmeister wirkte, hat diese Stelle von 1581 bis 1595 an der Kathedrale von Valencia inne.

#### Valladolid
- Esteban Daza, der 1576 sein Hauptwerk Libro de música herausgegeben hatte, lebt in Valladolid.

### Königreich Ungarn
- Mateu Fletxa el Jove, der nach dem Tod von Maximilian II. von Kaiser Rudolf II. zum Abt von Tihany auf der gleichnamigen Halbinsel im Norden des Plattensees in Ungarn ernannt wurde, besucht 1581 – wie schon 1570 – die Iberische Halbinsel, um neue Sänger für die kaiserliche Kapelle anzuwerben. In Prag publiziert er 1581 drei Bücher mit polyphoner Musik: das Buch über die kontrapunktische Musik (verloren gegangen), Divinarum completarum psalmi (unvollständig erhalten) sowie Ensaladas, Joan de Borja gewidmet.

### Vizekönigreich Neuspanien
- Hernando Franco, der – gemäß eines Beleges aus dem Jahr 1571 – maestro de capilla der Kathedrale von Santiago de Guatemala war und diesen Posten 1574 verlassen hat und nach Mexiko gegangen ist, hat seit 1575 die Stelle des maestro de capilla der neuen Kathedrale von Mexiko-Stadt.

## Ballett
- 15. Oktober: Im Pariser Louvre wird das Ballet comique de la reine, ein über fünfstündiges Ballet de cour zur Feier der Hochzeit von Anne de Joyeuse und Marguerite de Lorraine, einer Halbschwester von Königin Louise de Lorraine-Vaudémont, uraufgeführt. Das Werk gilt heute als das erste große Hofballett und Meilenstein der Ballettgeschichte.

## Instrumentalmusik

### Für Laute
- Fabritio Caroso – Il Ballarino, Venedig: Francesco Ziletti: Noten und Audiodateien im International Music Score Library Project Il Ballerino (Choreographien von Gesellschaftstänzen der Zeit, zu denen die Musik in Lauten-Tabulatur notiert ist. Umfangreiche und detaillierte Vorstellung vom höfischen Gesellschafts- und Bühnentanz in Italien in der zweiten Hälfte des 16. Jahrhunderts)

### Für fünf Instrumente
- Christopher Tye – Rubum quem: Noten und Audiodateien im International Music Score Library Project

## Vokalmusik

### Geistlich
- Costanzo Antegnati – Sacrae Cantiones, vulgo Motecta, paribus vocibus cantandae, 4 vocum, Brescia: Vincenzo Sabbio
- Giammateo Asola – Secundus liber in quo reliquae missae octonis compositae tonis, Venedig: Angelo Gardano: Noten und Audiodateien im International Music Score Library Project
- Joachim a Burck – Threnodia (Komm wenn du wilt Herr Jesu Christ) zu vier Stimmen, Frankfurt: Nikolaus Basse
- Floriano Canale – Sacrae cantiones, quae vulgo motecta dicuntur, quatuor vocibus decantandae..., Brescia: Vincenzo Sabbio
- Séverin Cornet – Cantiones musicae zu fünf bis acht Stimmen, Antwerpen: Christophe Plantin
- Antonius Gosswin – Cantiones zu vier Stimmen, Nürnberg (verloren)
- Paolo Isnardi – zweites Buch der Messen zu fünf Stimmen, Venedig: Angelo Gardano
- Orlando di Lasso
  - Messen zu vier und fünf Stimmen, Nürnberg: Katharina Gerlach
  - Missa super Entre vous filles zu fünf Stimmen, LV 650: Noten und Audiodateien im International Music Score Library Project
  - Missa super Il me suffit zu vier Stimmen, LV 649: Noten und Audiodateien im International Music Score Library Project
  - Missa super Veni in hortum meum zu fünf Stimmen, LV 651: Noten und Audiodateien im International Music Score Library Project
- Leonhard Lechner
  - Sacrarum cantionum, liber secundus
  - Iohanni Neudorffero sponso... ac Iustinae Henzin sponsae... psalmum hunc Davidicum (Beati quorum remissae sunt)
- Rinaldo del Mel – Liber primus mottectorum zu vier bis acht Stimmen, Venedig: Angelo Gardano
- Leonard Meldert – Responsori del natale, Urbino 1581–1590
- Philippe de Monte – Il primo libro de madrigali spirituali zu fünf Stimmen, Venedig: Angelo Gardano: Noten und Audiodateien im International Music Score Library Project
- Cornelis Verdonck – Quam pulchra es zu sechs Stimmen, in: Cantiones musicae, Antwerpen
- Tomás Luis de Victoria
  - Hymni totius anni, Rom: Franciscus Zanettus: Noten und Audiodateien im International Music Score Library Project; darin:
    - Ad cænam Agni providi zu vier Stimmen: Noten und Audiodateien im International Music Score Library Project
    - Ad preces nostras zu vier Stimmen: Noten und Audiodateien im International Music Score Library Project
    - Aurea luce, et decore roseo zu vier Stimmen: Noten und Audiodateien im International Music Score Library Project
    - Ave maris stella zu vier Stimmen: Noten und Audiodateien im International Music Score Library Project
    - Christe, Redemptor omnium II zu vier Stimmen: Noten und Audiodateien im International Music Score Library Project
    - Christe, Redemptor omnium I zu vier Stimmen: Noten und Audiodateien im International Music Score Library Project
    - Conditor alme siderum zu vier Stimmen: Noten und Audiodateien im International Music Score Library Project
    - Deus, tuorum militum zu vier Stimmen: Noten und Audiodateien im International Music Score Library Project
    - Dixit Dominus zu acht Stimmen: Noten und Audiodateien im International Music Score Library Project
    - Doctor egregie Paule zu vier Stimmen: Noten und Audiodateien im International Music Score Library Project
    - Exultet cælum laudibus zu vier Stimmen: Noten und Audiodateien im International Music Score Library Project
    - Hostis Herodes impie zu vier Stimmen: Noten und Audiodateien im International Music Score Library Project
    - Hujus obtentu Deus zu vier Stimmen: Noten und Audiodateien im International Music Score Library Project
    - Iste confessor zu vier Stimmen: Noten und Audiodateien im International Music Score Library Project
    - Jesu, corona virginum zu vier Stimmen: Noten und Audiodateien im International Music Score Library Project
    - Jesu, nostra redemptio zu vier Stimmen: Noten und Audiodateien im International Music Score Library Project
    - Lauda mater Ecclesia zu vier Stimmen: Noten und Audiodateien im International Music Score Library Project
    - Laudate Dominum omnes gentes zu acht Stimmen: Noten und Audiodateien im International Music Score Library Project
    - Laudate pueri Dominum zu acht Stimmen: Noten und Audiodateien im International Music Score Library Project
    - Lucis Creator optime zu vier Stimmen: Noten und Audiodateien im International Music Score Library Project
    - O lux beata Trinitas zu vier Stimmen: Noten und Audiodateien im International Music Score Library Project
    - Pange lingua gloriosi zu vier Stimmen: Noten und Audiodateien im International Music Score Library Project
    - Petrus beatus zu vier Stimmen: Noten und Audiodateien im International Music Score Library Project
    - Quicumque Christum quaeritis zu vier Stimmen: Noten und Audiodateien im International Music Score Library Project
    - Quodcumque vinclis zu vier Stimmen: Noten und Audiodateien im International Music Score Library Project
    - Rex gloriose martyrum zu vier Stimmen: Noten und Audiodateien im International Music Score Library Project
    - Salvete, flores martyrum zu vier Stimmen: Noten und Audiodateien im International Music Score Library Project
    - Sanctorum meritis zu vier Stimmen: Noten und Audiodateien im International Music Score Library Project
    - Tibi, Christe, splendor Patris zu vier Stimmen: Noten und Audiodateien im International Music Score Library Project
    - Tristes erant apostoli zu vier Stimmen: Noten und Audiodateien im International Music Score Library Project
    - Urbs beata Jerusalem zu vier Stimmen: Noten und Audiodateien im International Music Score Library Project
    - Ut queant laxis zu vier Stimmen: Noten und Audiodateien im International Music Score Library Project
    - Veni creator spiritus zu vier Stimmen: Noten und Audiodateien im International Music Score Library Project
    - Vexilla regis prodeunt zu vier Stimmen: Noten und Audiodateien im International Music Score Library Project

  - Alma redemptoris Mater zu acht Stimmen: Noten und Audiodateien im International Music Score Library Project
  - Ave Regina caelorum zu acht Stimmen: Noten und Audiodateien im International Music Score Library Project
  - 16 Magnificats, in: Cantica B. Virginis vulgo Magnificat …: Noten und Audiodateien im International Music Score Library Project
- Giaches de Wert
  - Ascendente Jesu in navicula zu sechs Stimmen, in: Modulationum cum 6 vocibus, Venedig: Girolamo Scotto Erben: Noten und Audiodateien im International Music Score Library Project
  - Deus justus zu sechs Stimmen, in: Modulationum cum 6 vocibus, Venedig: Girolamo Scotto Erben: Noten und Audiodateien im International Music Score Library Project
  - O altitudo divitiarum zu sechs Stimmen: Noten und Audiodateien im International Music Score Library Project
  - Vox in Rama audita est zu fünf Stimmen, in: Il secondo libro de motetti a 5: Noten und Audiodateien im International Music Score Library Project

### Weltlich
- Lodovico Agostini – L'Echo et enigmi musicali zu sechs Stimmen, 2. Buch, Venedig: Angelo Gardano

- Séverin Cornet

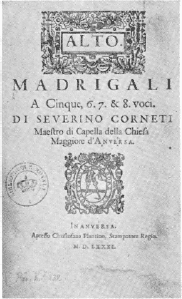
Titelblatt der Altstimme eines Madrigals von Séverin Cornet

  - Chansons françoyses zu fünf bis acht Stimmen, Antwerpen: Christophe Plantin
  - Madrigali zu fünf bis acht Stimmen, Antwerpen: Christophe Plantin
  - Avecque vous zu sechs Stimmen: Noten und Audiodateien im International Music Score Library Project
- Giovanni Paolo Cottone – Madrigali a 5 voci, Libro 2: Noten und Audiodateien im International Music Score Library Project
- Giovanni Dragoni – erstes Buch der Madrigale zu vier Stimmen, Venedig: Girolamo Scotto Erben
- Giovanni Ferretti
  - Canzoni alla napolitana a 5 voci, Libro 2, Venedig: Girolamo Scotto Erben: Noten und Audiodateien im International Music Score Library Project
  - Canzoni alla napolitana a 6 voci, Libro 1, Venedig: Girolamo Scotto Erben: Noten und Audiodateien im International Music Score Library Project
- Giovanni Giacomo Gastoldi – Canzoni a 5 voci, Venedig
- Antonius Gosswin – Newe teutsche Lieder […] welche gantz lieblich zu singen, auch auff allerley Instrumenten zu gebrauchen zu drei Stimmen, Nürnberg: Noten und Audiodateien im International Music Score Library Project
- Paolo Isnardi – drittes Buch der Madrigale zu fünf Stimmen, Venedig: Girolamo Scotto Erben
- Orlando di Lasso – Libro de villanelle, moresche, et altre canzoni zu vier, fünf, sechs und acht Stimmen, Paris: Le Roy & Ballard; darin:
  - Matona mia cara zu vier Stimmen, LV 663: Noten und Audiodateien im International Music Score Library Project
  - Zanni zu acht Stimmen, LV 673: Noten und Audiodateien im International Music Score Library Project
- Leonhard Lechner – Newe Teutsche Lieder mit fünff und vier Stimmen
- Giovanni de Macque – Madrigaletti et Napolitane a sei voci, Venedig: Angelo Gardano
- Luca Marenzio
  - Madrigali a 5 voci, Libro 2, Venedig: Angelo Gardano: Noten und Audiodateien im International Music Score Library Project; darin:
    - Al vago del mio sole zu fünf Stimmen: Noten und Audiodateien im International Music Score Library Project
    - Amor poi che non vuole zu fünf Stimmen: Noten und Audiodateien im International Music Score Library Project
    - Amor, io non potrei zu fünf Stimmen: Noten und Audiodateien im International Music Score Library Project
    - La bella Ninfa mia, ch’al Tebro infiora zu fünf Stimmen: Noten und Audiodateien im International Music Score Library Project
    - Deggio dunque partire zu fünf Stimmen: Noten und Audiodateien im International Music Score Library Project
    - Fillida mia più che i ligustri bianca zu fünf Stimmen: Noten und Audiodateien im International Music Score Library Project
    - Già Febo il tuo splendor rendeva chiaro zu fünf Stimmen: Noten und Audiodateien im International Music Score Library Project
    - Gia torna a rallegrar l'aria e la terra zu fünf Stimmen: Noten und Audiodateien im International Music Score Library Project
    - I' piango; et ella il volto zu fünf Stimmen: Noten und Audiodateien im International Music Score Library Project
    - Itene à l’ombra de gli ameni faggi zu fünf Stimmen: Noten und Audiodateien im International Music Score Library Project
    - Mi fa lasso languire zu fünf Stimmen: Noten und Audiodateien im International Music Score Library Project
    - O voi che sospirate a miglior note zu fünf Stimmen: Noten und Audiodateien im International Music Score Library Project
    - Perché di pioggia il ciel non si distille zu fünf Stimmen: Noten und Audiodateien im International Music Score Library Project
    - Quando sorge l’aurora zu fünf Stimmen: Noten und Audiodateien im International Music Score Library Project
    - Strider faceva le zampogne a l'aura zu fünf Stimmen: Noten und Audiodateien im International Music Score Library Project

  - Madrigali a 6 voci, Libro 1, Venedig: Angelo Gardano: Noten und Audiodateien im International Music Score Library Project; darin:
    - Ahimè, tal fu d'Amore e l'esca e l'amo zu sechs Stimmen: Noten und Audiodateien im International Music Score Library Project
    - Al suon delle dolcissime parole zu sechs Stimmen: Noten und Audiodateien im International Music Score Library Project
    - L'aura serena che fra verdi fronde zu sechs Stimmen: Noten und Audiodateien im International Music Score Library Project
    - Cantate, Ninfe leggiadrette e belle zu sechs Stimmen: Noten und Audiodateien im International Music Score Library Project
    - Come inanti de l'alba ruggiadosa zu sechs Stimmen: Noten und Audiodateien im International Music Score Library Project
    - Deh rinforzate il vostro largo pianto zu sechs Stimmen: Noten und Audiodateien im International Music Score Library Project
    - Mentre fia caldo il sol, fredda la neve zu sechs Stimmen: Noten und Audiodateien im International Music Score Library Project
    - Mentre sul far del giorno zu sechs Stimmen: Noten und Audiodateien im International Music Score Library Project
    - Nel più fiorito Aprile zu sechs Stimmen: Noten und Audiodateien im International Music Score Library Project
    - Non è questa la mano zu sechs Stimmen: Noten und Audiodateien im International Music Score Library Project
    - O doloroso sorte zu sechs Stimmen: Noten und Audiodateien im International Music Score Library Project
    - Occhi sereni e chiari zu sechs Stimmen: Noten und Audiodateien im International Music Score Library Project
    - Per duo coralli ardenti zu sechs Stimmen: Noten und Audiodateien im International Music Score Library Project
    - Strinse Amarilli il vago suo Fileno zu sechs Stimmen: Noten und Audiodateien im International Music Score Library Project
    - Vieni Clori gentil, boschetti e prati zu zehn Stimmen: Noten und Audiodateien im International Music Score Library Project
- Domenico Micheli – Quivi sospiri pianti ed alti guai zu fünf Stimmen, in: Il quinto libro de madrigali, Venedig: Angelo Gardano: Noten und Audiodateien im International Music Score Library Project
- Philippe de Monte
  - Il decimo libro delli Madrigali zu fünf Stimmen, Venedig: Girolamo Scotto Erben: Noten und Audiodateien im International Music Score Library Project; darin:
    - Già avea l'eterna mano d'ogni sua stella zu fünf Stimmen: Noten und Audiodateien im International Music Score Library Project

  - Il quarto libro de madrigali zu vier Stimmen, Venedig: Angelo Gardano
- Giovanni Maria Nanino und Annibal Stabile – Madrigali à 5 di Nanino et di Stabile, Venedig: Angelo Gardano; darin:
  - Lasso ch'ogni augelletto zu fünf Stimmen: Noten und Audiodateien im International Music Score Library Project
  - Questa si bianca neve zu fünf Stimmen: Noten und Audiodateien im International Music Score Library Project
- Benedetto Pallavicino – Madrigali a 5 voci, Libro 1: Noten und Audiodateien im International Music Score Library Project; darin:
  - Tra le purpuree rose e i bianchi gigli zu fünf Stimmen: Noten und Audiodateien im International Music Score Library Project
  - Vaghi boschetti di soavi allori zu fünf Stimmen: Noten und Audiodateien im International Music Score Library Project
- Giovanni Pierluigi da Palestrina
  - Canticum Canticorum
  - Il primo libro de madrigali a cinque voci, Venedig: Noten und Audiodateien im International Music Score Library Project; darin:
    - Vergine Bella zu fünf Stimmen: Noten und Audiodateien im International Music Score Library Project
- Benedetto Pallavicino – Il primo libro de madrigali zu fünf Stimmen, Venedig: Angelo Gardano
- Christoph Praetorius – Fröliche und liebliche Ehrnlieder zu vier Stimmen, Wittenberg: Matthes Welack: Noten und Audiodateien im International Music Score Library Project
- Jakob Regnart – Il secundo libro delle canzone italiane zu fünf Stimmen, Nürnberg: Catharina Gerlach & Haeredum Johannis Montani: Noten und Audiodateien im International Music Score Library Project, deutsch als Threni amorum. Der ander Theil […] zu fünf Stimmen, Nürnberg 1595
- Jacob Reiner – Schöne newe Teutsche Lieder, München: Adam Berg: Noten und Audiodateien im International Music Score Library Project
- Ippolito Sabino – I'vo piangendo zu sechs Stimmen, in: Il secondo libro de madrigali à 6 voci, Venedig: Angelo Gardano: Noten und Audiodateien im International Music Score Library Project
- Francesco Soriano – Quivi sospiri pianti ed alti guai zu fünf Stimmen, in: Il primo libro de madrigali à 5 voci, Venedig: Angelo Gardano: Noten und Audiodateien im International Music Score Library Project
- Pietro Vecoli – Madrigali a 5 voci, Libro 1, Turin: Noten und Audiodateien im International Music Score Library Project
- Cornelis Verdonck
  - 1 Chanson in der Sammlung Chansons françoyses zu fünf bis acht Stimmen, Antwerpen
  - 1 Madrigal in der Sammlung Madrigali zu fünf bis acht Stimmen, Antwerpen
- Giaches de Wert – Il settimo libro de madrigali zu fünf Stimmen, Venedig: Angelo Gardano: Noten und Audiodateien im International Music Score Library Project; darin:
  - Donna, se ben le chiome zu fünf Stimmen: Noten und Audiodateien im International Music Score Library Project
  - Giunto alla tomba zu fünf Stimmen: Noten und Audiodateien im International Music Score Library Project
  - Grazie ch'a pochi il ciel largo destina zu sechs Stimmen: Noten und Audiodateien im International Music Score Library Project
  - In qual parte sì ratto i vanni muove zu sieben Stimmen: Noten und Audiodateien im International Music Score Library Project
  - In qual parte si ratto zu sieben Stimmen: Noten und Audiodateien im International Music Score Library Project
  - Io mi vivea del mio languir contento zu fünf Stimmen: Noten und Audiodateien im International Music Score Library Project
  - Misera, che faro poi ch'io mi moro zu fünf Stimmen: Noten und Audiodateien im International Music Score Library Project
  - Solo et pensoso zu fünf Stimmen: Noten und Audiodateien im International Music Score Library Project
  - Sorgi et rischiara al tuo apparir il cielo zu fünf Stimmen: Noten und Audiodateien im International Music Score Library Project
  - Tirsi morir volea zu fünf Stimmen: Noten und Audiodateien im International Music Score Library Project
  - Vaghi boschetti di soavi allori zu fünf Stimmen: Noten und Audiodateien im International Music Score Library Project
  - Vani, e sciocchi non men ch'egri e dolenti zu fünf Stimmen: Noten und Audiodateien im International Music Score Library Project
  - Vive doglioso il core zu sechs Stimmen: Noten und Audiodateien im International Music Score Library Project
  - Voi volete ch’io muoia zu fünf Stimmen: Noten und Audiodateien im International Music Score Library Project
  - Vox in Rama audita est zu fünf Stimmen: Noten und Audiodateien im International Music Score Library Project

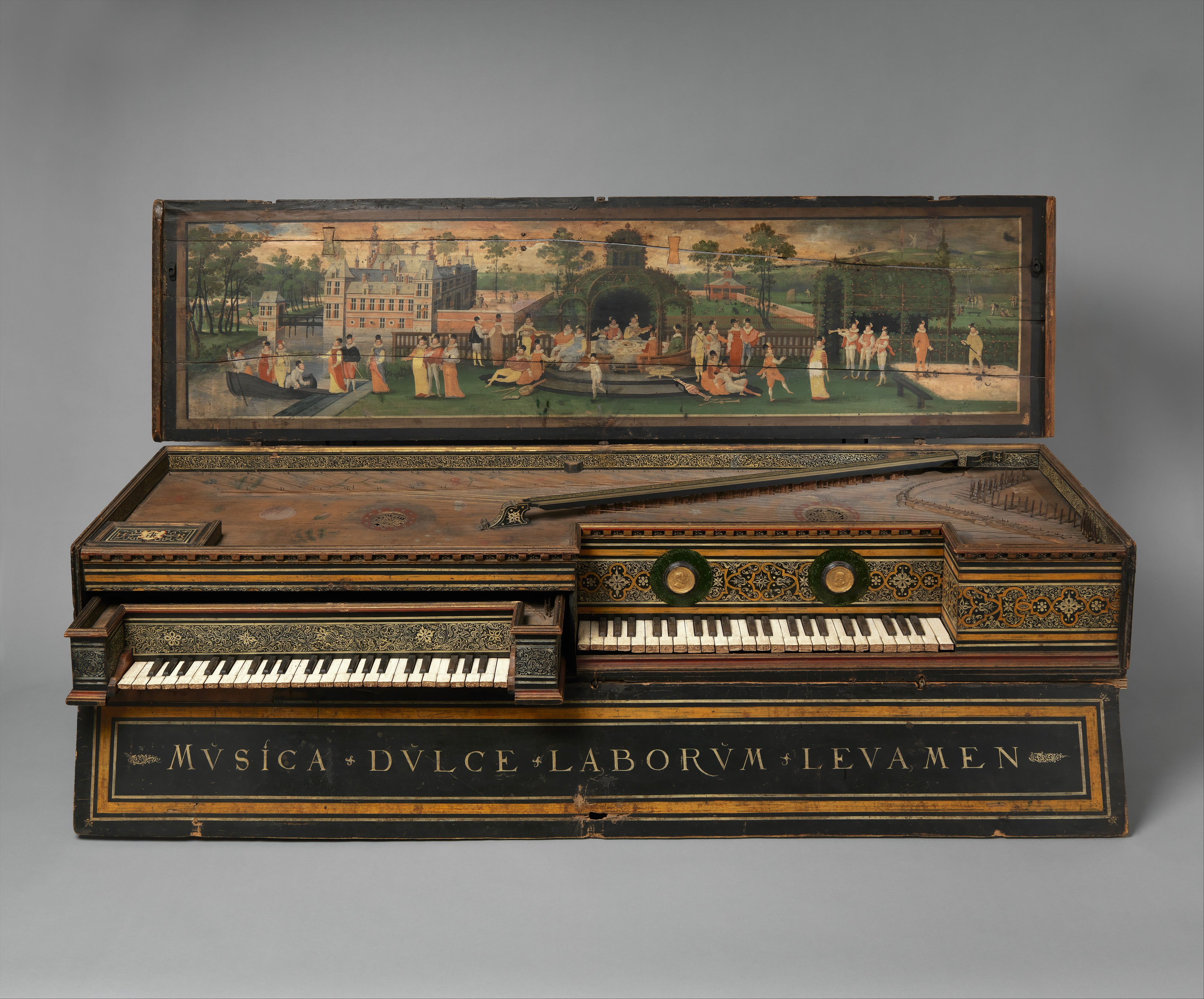
Doppel-Virginal von Hans Ruckers der Ältere

## Musiktheoretische Schriften
- Vincenzo Galilei – Dialogo della musica antica e della moderna, Florenz: Giorgio Marescotti: Noten und Audiodateien im International Music Score Library Project
- Andreas Papius – De consonantiis, seu pro diatessaron libri duo
- Illuminato Aiguino – Il tesoro illuminato di tutti i tuoni di canto figurato, Venedig: Giovanni Varisco: Noten und Audiodateien im International Music Score Library Project Il tesoro illuminato di tutti i tuoni di canto figurato

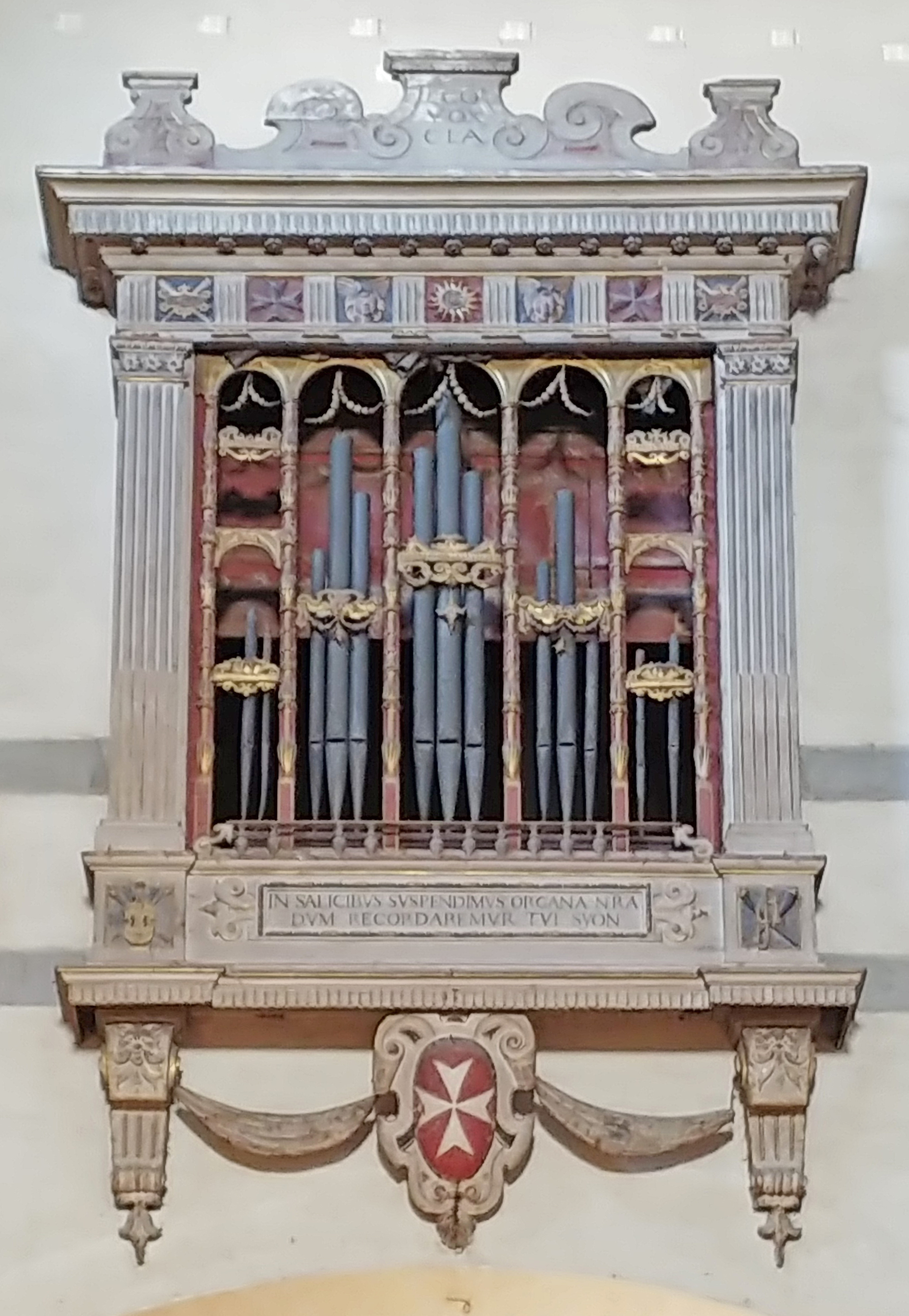
Orgel der Kirche San Giovannino dei Cavalieri in Florenz

## Instrumentenbau
- Hans Ruckers der Ältere stellt in Mechelen sein Doppel-Virginal fertig.
- Fertigstellung der Orgel in der Kirche San Giovannino dei Cavalieri in Florenz.

## Geboren

### Geburtsdatum gesichert
- 04. Februar (getauft): Daniel Selichius, deutscher Komponist und Kapellmeister († 1626)
- 02. Juli (getauft): Johann Staden, deutscher Organist und Komponist († 1634)

### Geboren um 1581
- Johann Lyttich, deutscher Lehrer, Kantor, Komponist und Herausgeber († 1611)

## Gestorben

### Todesdatum gesichert
- 24. Februar: Fabrizio Dentice, italienischer Lautenist und Komponist (* um 1530)
- 14. April: Gallus Dreßler, deutscher Kantor und Komponist (* 1533)
- 07. Mai: Alexander Utendal, franko-flämischer Komponist, Kapellmeister und Sänger (* nach 1530)
- 12. Juli: Johannes Gigas, deutscher evangelischer Theologe, Kirchenlieddichter, Humanist, Pädagoge und Reformator (* 1514)
- 08. September: Joachim Thibault de Courville, französischer Sänger, Komponist und Lautenist (* unbekannt)[3]

### Gestorben um 1581
- Antoine de Bertrand, französischer Komponist (* um 1540)

### Gestorben nach 1581
- Richard Crassot, französischer Kapellmeister und Komponist (* um 1530)